# Храм Светог Саве у Београду
Храм Светог Саве у Београду је највећи српски православни храм и представља другу највећу православну цркву на Балкану, после Храма спаса народа у Букурешту, а трећа је по величини на свијету, такође после Храма Христа Спаситеља у Москви на другом мјесту. Налази се у општини Врачар, на источном дијелу Светосавског платоа. Планирано је да буде сједиште епископије и главни саборни храм Српске православне цркве. Посвећен је Светом Сави, оснивачу Српске православне цркве и једној од најзначајнијих личности у српској историји.
Саграђен је на претпостављеном мјесту гроба Светог Саве, гдје су спаљене његове мошти. Велики везир Коџа Синан-паша наредио је да се ковчег са Савиним моштима пренесе из манастира Милешева у Београд, гдје га је 1595. године ставио на ломачу и спалио. Међутим, тачно мјесто спаљивања није утврђено са сигурношћу, а сматра се да је оно било на брду „Чупина умка”, на Ташмајдану, на мјесту између данашње Цркве Светог Марка и спортског комплекса, а које се тада звало Врачар.
Након одређеног времена, Одбор за изградњу храма, на челу са патријархом Варнавом, 1930. године, одабрао је архитекте Богдана Несторовића и Александра Дерока којима ће бити повјерена израда пројекта. Одлука је донијета након другог одржаног конкурса, у раздобљу од 1926. до 1927. године. На овом новом конкурсу, на којем се нису додијељивале прва и трећа награда, Несторовић је добио награду за друго мјесто, а затим је касније одлучено да му се у изради пројекта придружи и Дероко. Одлука је сматрана изненађујућом и подстакла је велику јавну дебату у тадашњој Југославији, која се тицала величине и изгледа храма, као и његове симболичне и националне улоге. Као посљедица тога, одлучено је да се значајно повећа основна површина замишљеног пројекта. Нови планирани изглед храма одступао је од смјерница конкурса које су издате 1926. године. Према новим плановима, храм је требало да по димензијама и архитектури реплицира Аја Софију.
Камен темељац је положен 1935. године. Након што је Краљевина Југославија пала под нацистичку окупацију 1941. године током Другог свјетског рата, грађевина је била висока десетак метара. Недовршено здање су њемачки војници и југословенски партизани користили као складиште и паркиралиште. Након завршетка рата, Српска православна црква била је неуспјешна у покушају да обезбиједи дозволу за завршетак изградње храма, након што су власт у Југославији преузели комунисти предвођени Јосипом Брозом Титом. Дозвола је дата тек 1984. године, а за новог архитекту именован је Бранко Пешић који је добио задатак да настави започети пројекат. Пешић је преправио првобитни пројекат да би се боље искористили нови материјали и грађевинске технике. У храму је 12. маја 1985. године одржана литургија којој је присуствовало око 92.000 људи. Ово је означило историјску прекретницу у тадашњој комунистичкој Србији: црква је почела поново да успоставља своје некадашње мјесто у друштву и наступила је духовна обнова народа што је условило томе да је комунистичка власт била приморана да одустане од вишедеценијског забрањивања наставка изградње храма. У јуну 1989. године, бетонска средишња купола храма, тешка 4.000 тона и изграђена у потпуности на земљи, успјешно је подигнута за четрдесет дана на садашњи положај, на висину од 40 m, што је представљало значајан подвиг. Нове потешкоће при изградњи дошле су током деведесетих година — за вријеме распада Југославије и НАТО агресије. Од почетка 1991. године, интензитет радова је осјетно опао. Пет година касније, радови су у потпуности били прекинути. Након промјене режима 2000. године, радови на храму су настављени. Током 2001. и 2002. године, основана је Црква Светог кнеза Лазара, заједно са Криптом патријараха — простором у коме ће бити сахрањивани српски патријарси. Екстеријер храма је завршен 2004. године и од тада до данас изводе се радови на уређењу ентеријера. Живописање средишњег дијела храма изведено је у техници мозаика, за шта је била заслужна Руска академија умјетности, а оно је трајало од 2016. до 2020. године.
Светосавски храм у Београду је највећа православна црква у Србији, највећа православна црква на Балкану која је у употреби, једна од највећих православних цркава на свету, као и једна од највећих хришћанских цркава уопште. То је други по величини православни храм на свету, после Храма Христа Спаситеља у Москви. Најпрепознатљивија је грађевина и знамјенитост у Београду због своје доминантне куполе која подсјећа на ону од Аја Софије (на основу које је и настала). Храм има ригорозни симетрични распоред са великом осјетљивошћу на свјетлост због велике куполе и четири апсиде. Његова унутрашња облога са 12.000 m² златног мозаика је скоро завршена. Иницијатива за декорацију мозаика унутар куполе обезбијеђена је донацијом Русије, док је већи остатак мозаичке облоге сукцесивно финансирала Република Србија.
Предсједник Русије — Владимир Путин, посјетио је храм у јануару 2019. године и изјавио да ће Русија финансирати дјелове преосталих радова на мозаичкој облоги. Он је симболично положио камен у мозаик са представљањем Мандилиона. Путин је званично позван да присуствује освјештењу храма, које је тада било заказано за крај 2020. године, али церемонија није одржана због пандемије ковида 19.
Након претварања Аја Софије у џамију у јулу 2020. године, патријарх српски Иринеј и предсједник Србије — Александар Вучић, у августу 2020. изразили су жељу да храм Светог Саве симболично замијени Аја Софију, по узору на њу и постане „Нова Аја Софија“.
У мају 2021. године цио Врачарски плато који окружује цркву проглашен је просторном културно-историјском цјелином и стављен под заштиту државе као Светосавски плато. Влада је саопштила да локација представља симболичку, меморијалну, културно-историјску, архитектонско-урбанистичку и умјетничку вриједност, као и да представља сјећање на двије прекретнице српске историје: Спаљивање моштију светог Саве и Први српски устанак.

## Мјесто
Храм се налази на Врачарском платоу у Београду, на крају београдске линије Калемегдан — Трг републике — Теразије — Београђанка — Храм Светог Саве. Налази се на оси видокруга важне комерцијалне саобраћајне артерије од старог града до периферије. Види се из Улице Краља Милана, између Теразија и Славије, која је у продужетку осе. Представља крај и обиљежје предвиђеног булевара у првом урбанистичком плану Београда који је направио Емилијан Јосимовић у другој половини 19. вијека. Са својом архитектонском формом која парафразира византијску Аја Софију, градитељи су се надали да ће на крају еволуирати у универзални центар православља. Москва је у то вријеме такође изгубила значај у православљу, пошто је Октобарска револуција гурнула религију у Русији по страни и била је предвиђена компензација. Радове на цркви ометали су и југословенски комунисти, који су после Другог свјетског рата забранили даљу градњу на том мјесту. Након дужег одлагања, дозвола за наставак градње дата је 1985. године, док су 2004. завршени сви спољни радови, а освештење са завршеним унутрашњим радовима очекивало се крајем 2020. године. Радове је успорила пандемија ковида 19, а већина је завршена до 2022. године.
Храм се налази на западном рту Светосавског платоа, на надморској висини од 134 m. Налази се 500 m јужно од главног београдског трга Славија. Основа цркве је 18 m изнад традиционалног географског центра Београда, Теразијског трга и главне пјешачке стазе — Кнез Михаилове улице. Такође је 10 m виши од Ташмајданског парка, гдје се налази друга највећа црква у Београду — Црква Светог Марка, као и Народна скупштина Србије. Пошто лежи и 63 m изнад ушћа ријеке Саве у Дунав, примарни је природни видиковац и са своје масивне куполе видљива знамјенитост града. Са јавно доступне галерије око куполе могућ је поглед на урбано ткиво Београда. По завршетку унутрашњих радова планира се постављање лифта за све посјетиоце храма. Испод темеља храма пролазе двоцјеви београдске жељезничко-приградске мреже — БГ воз, што је условило редизајн првобитног плана крипте.

## Историја

### Позадина
Свети Сава (1175—1235), заштитник и духовни отац српског народа, рођен је као Растко Немањић 1175. године, син српског великог жупана Стефана Немање (владао 1166—1196). Србија је још увијек била релативно млада нација, која се у претходном вијеку ослободила власти Византијског царства. Дукља је 1077. године постала прва српска краљевина, чије је оснивање уско повезано са оснивањем Римокатоличке бискупије у Бару. Крајем 11. вијека, нова држава — Рашка, са средиштем у садашњој јужној Србији, настала је као друга српска држава, којом је владао Стефан Немања. Године 1196. отишао је у православни монашки центар на Светој Гори у Грчкој, као и његов син Растко неколико година прије њега, гдје је био познат као монах Симеон. Убрзо затим са сином се придружио обнови порушеног манастира Хиландар, на Светој Гори, који је изграђен на рушевинама ранијег византијског манастира Хеландариона, основаног почетком 11. вијека. Исте године, византијски цар Алексије III Анђел, дао је манастир српском народу, издавши Симеону и Сави запечаћену златну булу (Хрисовуља Алексија III) којом се манастир Хеландарис и светилиште у Милејама дарују како би могли „служити за примање људи од српског народа, што се одају монашком животу, баш као год што и манастири иберијски и амалфијски постоје на тој Гори, ослобођени од сваке власти па и од саме власти прота те Горе”. Симеон је ту умро 1199. године. Сава је после повратка у Србију организовао Српску православну цркву и посвећен је за првог архиепископа српске цркве од стране Васељенског патријарха, који је био на челу Цариградске патријаршије — Манојла I (1216–1222), који је тада био у егзилу у Никеји. Сава је умро 1236. године након свог другог ходочашћа у Свету земљу, у Египат на Синајску гору и у Велико Трново у Бугарској, гдје је преминуо. Касније је канонизован и проглашен за свеца заштитника српских школа и школске дјеце, као и за заштитника цркава, породица и занатлија.
Године 1594. Срби су покренули Банатски устанак, против османске власти у Банату, током Дугог рата (1591–1606), који се водио на аустријско-османској граници на Балкану. Српска патријаршија и побуњеници успоставили су односе са страним државама, а за кратко вријеме заузели неколико градова, укључујући Вршац, Бечкерек, Липову, Тител и Бечеј, иако је устанак брзо угушен. Побуњеници су, у лику светог рата, носили ратне заставе са иконом Светог Саве.
Ратне заставе је освјештао Патријарх српски Јован, кога је отоманска влада касније објесила у Истанбулу. Османски велики везир — Синан-паша, наредио је да се саркофаг и мошти Светог Саве који се налазе у манастиру Милешева војним конвојем донесу у Београд. Успут је османски конвој убијао људе на путу да би побуњеници у шумама чули за то. Османлије су мошти јавно спалиле 27. априла 1595. године; ставили су их на ломачу и спалили их на Врачарској висоравни, а пепео су расули. Према Николају Велимировићу, пламен се видио изнад Дунава.
На 300 годишњицу од спаљивања моштију Светог Саве, група српских православних вјерника основала је Друштво за подизање Саборног храма Светог Саве на Врачару, са идејом да се на том мјесту подигне саборни храм. У почетку је изграђена мала црква и почела је потрага да се пронађе адекватан дизајн.
Црква се сматра важним симболом византијске архитектуре препорода, која је доминирала црквеном архитектуром од Русије до Балкана у 19. и првој половини 20. вијека. Посебно је морала да служи Србима као симбол загробног живота средњовјековног српског царства; посебно у контексту Југославије. Српско-византијску културу фаворизовали су и југословенски краљ Александар I Карађорђевић и патријарх Српске православне цркве. Усвајање обрасца који је слиједио прототип Аја Софије у Цариграду илуструје идеју да су Срби легитимни насљедници царске Византије. Београд је замишљен као нови империјални центар православља, што је имало посебан одјек у контексту пропасти Москве, која је била комунистичка пријестоница када је црква била планирана.
„Тек недавно завршена, београдска црква представља живописно подсјећање на дуговјечност српско-византијског дискурса, визуелни симбол својеврсне српске адаптације класичних доктрина реноватио и транслатио, која је остала једна од најчвршћих структура дугог трајања српске националне историје, политике и културе— Александар Игњатовић, 2018.

### Планирање
Датум и мјесто спаљивања моштију Светог Саве остали су спорни. Наведене су 1594. и 1595. године, док је предложено више локација, јер је назив Врачар примијењен на знатно широј територији од оне коју заузима данас; могуће локације укључују: Црвени крст, који је предложио Глигорије Возаровић, који је на том мјесту подигао црвенкасти Возарев крст, по којем је цијело насеље добило име Црвени крст; брдо „Чупина умка“ на Ташмајдану, раније познато као Мали Врачар, за које већина савремених историчара сматра да је тачна локација; као и Врачарски плато, што је локација коју заступа најшира јавност.
Идеје о подизању храма постојале су и за вријеме владавине Османског царства, док су се озбиљније јавиле након Берлинског конгреса и стицања независности. Године 1879, док је био у Београду, један од најпознатијих представника Срба католичке вјере из Дубровника — Матија Бан, изнио је идеју о подизања цркве Светог Саве на Врачару. На почетку 1894. предложено је да се 27. априла обиљежи 300 година од спаљивања моштију Светог Саве, али је дошло до недоумица око тога да ли су мошти спаљене 1594. или 1595. године. На дан 15. априла 1894. године, у часопису Новине србске, објављен је текст под насловом „Дан спаљивања моштију Св. Саве“, у којем је наведено писање београдског листа Мир, професора Богословије синђела Виктора, у којем су изнесене тврдње да су мошти Светог Саве спаљене 27. априла 1595. а не 1594. године. Тврдње су изнесене на основу српских љетописа које је Павле Чафарик објавио 1851. године у Прагу. Црква је то прихватила и митрополит Михаило је објавио да се 1895. обиљежава као јубиларна 300 годишњица паљења моштију, а исте године основано је „Друштво за подизање храма Светог Саве на Врачару”.
Друштво је почело процес тачног утврђивања мјеста на којем су спаљене мошти, а за којим се организовано трага од 1840. године, од када је одлучено да се Савиндан прославља као школска слава. Једино што је утврђено јесте да су мошти спаљене на Врачару, али није утврђено у којем дијелу Београда, јер је у 19. вијеку назив Врачар заузимао велики простор, од села Вишњице, Миријево и Мали Мокри Луг на истоку, до Великог Мокрог Луга и Кумодрача на југу и до Бањице и Топчидера на западу. Такође, сам појам врачар се употребљавао и као синоним за брдо, бријег или вршак. Није тачно утврђена локација, али је постигнут консензус да се црква подигне на трећем платоу, због жеље да се подигне „достојно здање у славу најславнијег светитеља из српског рода.” Највећи дио парцеле дониран за изградњу дошао је од шкотског мисионара Франсиса Макензија, који је купио и развио тај дио града крајем 19. вијека, а кога је Српска православна црква оптуживала за ширење назаренства. У част 300 годишњице спаљивања моштију, Друштво је предложило да дио њиховог насеља, назван раније Енглезовац по Макензију, добије име по Светом Сави. На сједници одбора општине 31. маја 1894. године, одлучено је да се дио Београда између Крагујевачког и Смедеревског друма и Београдске улице назове Светосавски крај, а да се Орашка улица преименује у Улицу Светог Саве.
На будућем мјесту храма подигнута је црквица, која је изграђена за недељу дана, а чију изградњу су финансирали свјештеници и чланови главног одбора Друштва, пошто Друштво није имало утврђен правилник и није могло да прикупља јавна средства. Црква је освјештана 27. априла 1895. на 300 годишњицу спаљивања моштију, а освјештавању је присуствовао и краљ Александар. Исте године, Друштво је утврдило свој правилник рада, који су власти потврдиле 31. децембра 1895. године, а правилником је предвиђено да се средства за изградњу храма обезбјеђују од прилога грађана, помоћи општина и државе, као и прилозима цркава, манастира и разних удружења. Народна скупштина обећала је донацију од 100.000 динара, док је митрополит Михаило неколико пута писао прогласе у којима је тражио донације од грађана, али су оне биле мање од очекиваног. Неколико срезова је заједно сакупило 3,220 динара, али министар финансија и Државни савјет су одбили да тај новац уплате за изградњу храма, док је Скупштина одугловачила са исплатом 100.000 динара. Указом краља Александра Обреновића из 1900. године, планирани храм је проглашен за „народно здање“, а исте године су краљ Александар и краљица Драга донирали 10.000 динара. Почетком 1901. умро је краљ Милан Обреновић, због чега су се слабије скупљали прилози, а 1902. митрополит је поново писао министру финансија и тражио обећану помоћ од 100.000 динара. Године 1903. у Мајском преврату, убијени су краљ Александар Обреновић и краљица Драга, а на власт је ступио Петар I Карађорђевић. Двије године касније, привремена црква је измјештена да би могла да почне изградња храма.

#### Први конкурс
Године 1906. расписан је архитектонски конкурс за будући храм, а Краљ Петар је присуствовао слави Светосавске цркве и донирао је 15.000 динара за изградњу храма. Петроградска академија наука је била овлашћена да оцијени пројекат и одбила је свих пет пријава као недовољне, уз образложење: „због значајних архитектонских недостатака, који су означени и показани у засебним оцјенама свих представљених пројеката, Комисија при завршном суду о њима сматра за дужност да изјави да с погледом на важност Храма, каква му се у стечајном програму даје, не може препоручити ниједан од поднесених пројеката за остварење“. Друштво је откупило прва три рада за 800, 700 и 500 динара, али није приступило реализацији.
Убрзо су и сам пројекат, али и идеја цркве и њен предложени стил постали предмет велике јавне расправе. Године 1905. хрватски вајар Иван Мештровић, предложио је своју идеју изградње Видовданског храма. Фрагменти будућег здања били су изложени у павиљону Краљевине Србије на великој изложби у Риму 1911. године, а затим је Мештровић модел изложио у Лондону 1915. године. Његова идеја била је да епови свих југословенских националности буду исти и желио је да у монументалном храму представи сва „три племена“: Србе, Хрвате и Словенце. Вајао је каријатиде за улаз будућег храма, које се данас налазе у ходницима Народног музеја у Београду. Мештровић је планирао да га изгради на Газиместану, на Косову, између ријека Ситнице и Лаба.
Услиједило је неколико ратова: Први балкански рат (1912), Други балкански рат (1913) и Први свјетски рат (1914–1918), који су зауставили све грађевинске активности. Послије рата, 1919. године, Друштво је поново почело са радом, а предсједник Друштва био је патријарх Димитрије. На сједници одржаној 16. фебруара, примљена је благајна од Вере Антоновић, којој је одата захвалност јер је сачувала новац и документа током ратова.

#### Други конкурс
После Првог свјетског рата, Србија је интегрисана у нову државу — Југославију, чије је званично име у том периоду било Краљевина Срба, Хрвата и Словенаца, тако да је идеја о спомен-цркви претворена у амбициознији пројекат. Године 1920. Друштво је упутило проглас који је одштампан у 8.000 примјерака и послат свим новинама у Југославији, а преко којег се тражи наставак скупљања прилога за изградњу храма. Одзив није био велики, а грађани су се жалили да су и раније давали прилоге, али да није било резултата. На скупштини друштва одржаној 12. фебруара 1925. Тома Цинцар Јанковић предложио је расписивање другог конкурса за изградњу храма и друге црквене објекте. На сједници главног одбора 28. марта 1926. патријарх Димитрије је истакао да треба да се изради нови план храма, јер стари нацрти нису добри, након чега је усвојен приједлог за расписивање другог конкурса. Утврђено је да храм не треба да буде великих димензија као Базилика Светог Петра, али да треба да се издваја од обичне цркве и објављено је да димензије са приземљем треба да буду 60 x 60 m. Сматрало се да црква треба да има изграђену површину од 3,000 m², да има торањ од 80 m и да нуди простор за 6.000 вјерника. Црква је требало да се осврне на блиске националне градитељске традиције и да личи на здања у касновизантијској умјетности „моравског стила“, истичући локално изграђене цркве за вријеме владавине кнеза Лазара (1329-1389) и његових насљедника. Цркве из друге половине 14. вијека имале су све триконхичне тлоцрте, крст у квадрату, а петокуполне су и неке важне краљевске гробнице и спомен манастири. У част 12 апостола, предвиђено је да има дванаест кубета средње величине, а у средини један највећи кубе у славу Спаситеља; врхове кубета треба да красе златни крстови, утврђени у златне јабуке. У једној спецификацији је писало да само југословенски или руски архитекти имају право да се пријаве на конкурс. Посебно је фаворизовао српске држављане и руске емигрантске архитекте, који су били главни представници неовизантијског покрета који је дипломирао на Бечкој Академији умјетности, гдје је српским студентима крајем 19. вијека предавао Теофил Ханзен у нео-византијским тенденцијама. Они су заузели истакнуто мјесто у конкуренцији у периоду 1926–27.
У смјерницама конкурса стајало је да зграда треба да буде „највећа и најмонументалнија грађевина у земљи и да има врхунски умјетнички значај“.
Са припремом и спровођењем Другог међународног конгреса византијских студија 1927. у Београду, тенденције неовизантијског покрета кулминирале су у Југославији. Свјештеничка хијерархија је тражила цркву у традицији историзма засновану на класичним византијским узорима, односно на грађевинама у тада званом „српско-византијском стилу“. Конкурс је означио врхунац у неовизантијским тенденцијама у Србији, које су и подизање манастира Грачаница видјеле као крајње достигнуће позновизантијске архитектуре и цијењени модел за подизање нове цркве на Врачару, иако то није тражено.
Случајно је конкурс био наведен 3. новембра 1926. у Политици, а требало је да се одржи 30. априла 1927. године, неколико мјесеци прије Међународног конгреса византијских студија, који је одржан у периоду од 10. до 14. децембра 1927. Дискурси у српско-византијском покрету произилазе не директно из сфере архитектуре, већ је установљен из студија хуманистичких наука, које су ретроспективно настојале да укажу на значај византијског комонвелта за српску културну традицију. Главни заговорници су дошли из Русије. Са значајном руском емигрантском заједницом, Београд је после Првог свјетског рата постао центар ове тенденције. Руске емигрантске архитекте су постале главне архитекте јавних зграда за вријеме владавине југословенског краља Александра I; налазили су се на врху хијерархије и по могућности су били ангажовани на изградњи репрезентативних државних објеката.
На конкурсу су поред саме цркве биле и зграде Патријаршије, Министарства вјере, Богословије и Великог вјерског суда. Било је укупно 22 пријаве, а завршне пријаве морале су да се поднесу до маја 1927. године. На конкурсу су учествовали Богдан Несторовић, Александар Дероко, Драгиша Брашован, Милан Злоковић, Милутин Борисављевић, Бранко Крстић и Петар Крстић, Жарко Татић, Алексеј Папков, Миладин Прљевић, Братислав Маринковић и Жикица Пиперски, Александар Васић и други. У комисији су били патријарх Димитрије, Јован Цвијић, Андра Стевановић и Богдан Поповић, Пера Поповић и Момир Коруновић.
Сам конкурс није био успјешан, ниједан од прилога није задовољио јавно и стручно мишљење. Већина радова чак није испунила ни смјернице, јер је већина предложених пројеката била заснована на моделима манастира Грачаница као главног представника националне српске средњовјековне архитектуре или чак Аја Софије. Вјерује се да је жири препоручио ова два модела. Као и код Католикона у Грачаници, његов дизајн се сматрао врхунцем националне архитектуре, а конкурс се манифестовао као почетна тачка у еволутивном дискурсу о архитектури и националном идентитету у српској умјетности. Грачаница је, чак и не спадајући у групу спомен манастира чије ктитори граде као гробнице, постала одабрана инспирација за архитекте. Видјели су је као модеран извор инспирације у потрази за правим националним стилом. Комисија је одлучила да не додијели прву и трећу награду, јер нико није задовољио критеријуме, али је пријава Богдана Несторовића добила награду за друго мјесто у износу од 60.000 динара. Комисија је такође одлучила да откупи рад Маринковића и Пиперског за 30.000 динара, Девића за 25.000 динара, Андросова за 20,000, Дерока за 15,000, браће Петра и Бранка Крстића за 15.000 и још неколико радова за по 6.000 динара.

#### Јавна расправа
Изради дефинитивног плана се није приступило, а на сједници 27. фебруара 1927. утврђено је да ће одлука о изради плана бити донесена кад буде донијета и одлука о приступању извођења плана, уз податак да располажу малим средствима и да ће им можда требати још 25 година прикупљања прилога како би почели са радом. На сједници главног одбора Друштва, крајем 1928. процијењено је да укупни трошкови пројектовања износе милион и 500.000 динара, а разматрано је и расписивање трећег конкурса. Пет година након другог конкурса, 1932. године, и двије године након што је нови патријарх Варнава ступио на дужност, комисија је неочекивано објавила да је за финални пројекат изабран другопласирани рад, у комбинацији са другим радом, за шта су од универзитета тражили делегирање двојице архитеката. Као главни модел изабран је пројекат Несторовића, који треба допунити потребним детаљима из пројекта Дерока, који је изабран да се придружи у пројектовању. Затим је услиједила слично неочекивана сугестија да би нова катедрала требало да подсјећа на Аја Софију. Приједлог Богдана Несторовића 1927. заснован је на грачаничком моделу и само је дотакао неке елементе који личе на план Аја Софије, док модел Александра Дерока, који је још више подсјећао на Аја Софију, није био копија нити је био близак изгледу те цркве. Било је додатних притужби на план изградње огромног споменика који би за Југословене требало да буде од националног значаја, с обзиром на то да је култ Светог Саве у великој мјери био српско наслеђе. Упркос јавној расправи, реализација пројекта Несторовић—Дероко дефинитивно је изабрана 1932. године, а за инжињера је изабран Војислав Зађин. Одлука је изазвала незадовољство грађана, који су нападали и краља и патријарха, као и Српску православну цркву и Главни одбор. Београдска секција Удружења југословенских инжињера и архитеката, на скупу 11. фебруара 1932. донијела је резолуцију са захтјевом да се понови конкурс, што је послала краљу, патријарху, Друштву за изградњу храма и у неколико министарстава. Краљ Александар је ставио вето на одлуку Друштва, што је значило да мора да се обустави рад по усвојеном плану. Патријарх Варнава је, са неколико чланова одбора, отишао на састанак код краља, који је затим повукао вето и дозволио да се настави израда пројекта према усвојеним рјешењима. Пошто изградња цркве није могла да почне док Срески суд за град Београд не потврди уговор између Друштва и пројектаната, архитекте су у том периоду су дорађивали своје планове, јер су расли величина цркве и габарити; са 5,800 m², површина храма повећана је на 6,400 m², због чега је било потребно да се изради нова скица. Процес одлучивања одвијао се усред политичких превирања; хрватски политичар Стјепан Радић убијен је у Парламенту 1928. након чега је југословенска краљевина постала краљевска диктатура 1929. године, а скупштина распуштена, док је 1934. године, краљ Александар убијен у Марсељу, а са њим је умрла и идеја интегралног југословенства. Током велике дебате у периоду 1931–32, након двије године краљевске диктатуре, држава је усвојила нови устав 3. септембра 1931. године, слиједећи нови идеолошки пут ка унитаризацији. Истовремено је одбачена пањугословенска тема у изградњи храма Светог Саве, а њену функцију у српској традицији преузело је српско свјештенство. У вријеме када је црква требало да објави нове планове, интегрално југословенство је усвојено као државна идеологија, а паралелном одлуком Српске православне цркве, Свети Сава је требало да представља само српске православне вјернике, чиме је успостављена истинска и активна противреакција. Овај пут је кренуо одмах по ступању Варнаве на функцију патријарха 1930. године; гласна подршка југословенском националном јединству остала је само декларативно, јер се југословенство подразумијевало само у контексту српске превласти и под српским знаком.
Током дебате, неки су се залагали за изградњу Видовданског храма, међу којима је најистакнутији био историчар умјетности Коста Страјнић. Он и његове присталице опредијелили су се за „југословенски, а не српски пантеон“. Такође су одбацили византијски дизајн, јер је симболизовао само „једно племе“. Мештровић је подржао Страјнића, инсистирајући да се створи нови „југословенски стил“, уместо сакралне архитектуре која би одговарала само једној од конфесија. Краљ Александар Карађорђевић није јавно подржао ниједно рјешење, али се приватно залагао за Мештровићев храм. Краљ је био главни заговорник интегралног југословенства и промијенио је име државе у Југославија. Мештровић је, као најзначајнији представник идеје „аутохтоне југословенске умјетности и архитектуре“, био његов омиљени умјетник.
Након што конкурс 1926–27 није имао побједника, пројекат је остао неактиван три године. „Друштво за подизање храма Светог Саве на Врачару” позвало је Београдски универзитет 1930. године да делегира „двоје специјалиста” да се придруже Друштву и Несторовићу у даљој разради пројекта храма. Факултет је предложио два професора: Драгутина Ђорђевића са архитектонског одсјека Техничког универзитета, познатог пројектанта и Александра Дерока, предавача на катедри за Византијску и старосрпску архитектуру. У међувремену, Богдану Несторовићу се у испуњавању задатка придружио само Александар Дероко. Од обојице архитеката је затражено да доставе посебне нове планове по новим смјерницама које је дефинисало техничко одјељење „Друштва за подизање храма Светог Саве на Врачару”. Њихове дефинитивне планове 1. и 2. јануара 1932. први пут је објавио лист Политика. Планови су се појавили као слике гипсаних модела за будућу цркву. Оба нова модела разликовала су се од претходних конкурсних радова Несторовића и Дерока из 1927. За разлику од њихових скица из 1927. године, када су се њихови прилози значајно разликовали по силуети, материјалима, композицији и општем изгледу, нови приједлози су сада изгледали веома слично. Референце на националну традицију су нестале, ниједан од ова два модела није ни на који начин био заснован на „моравским“ црквама или Грачаници. Визуелна разлика у односу на пет година старије приједлоге поткријепљена је и подацима у пропратном тексту, гдје је цитирана купола од 33 m, која би доминирала црквом. Два слична плана су тада ауторитативно израђена под надзором друштва, а аутори су одали признање Аја Софији. Сличност са Аја Софијом је била очигледна и није произилазила из преференција аутора, већ из ауторитативних захтјева које су од њих тражили да слиједе. Обавеза коју је патријарх Варнава поставио 1930. године, да црква подсјећа на Византију, двије године касније, фиксирана је у новинским насловима у којима је писало да је „стил дефинитивно постављен да буде византијски“. Одлука Варнаве и Друштва била је бескомпромисна јер је у новинском чланку писало: „са моделом господина Несторовића и моделом господина Дерока, тачно је погођено оно што се тражило – црква мора да буде потпуно византијска, налик на Аја Софију у Цариграду“.
Након овог открића, новински наслови су наводили да је Друштво намјерно и неочекивано дало „наредбу да црква Светог Саве личи на Аја Софију у Цариграду“ и да је њен план прихваћен као дефинитивни пројекат цркве. Ово никада није порекнуто, ни од стране цркве ни од стране двојице архитеката, који су прихватили свој дио који им је био додијељен. Тиме се догодио прелаз са смјерница из 1926-27, јер је Византија постала кључни елемент за идентитет у којем ће храм да буде изграђен.
Коначни резултат у процесу пројектовања постављен је у Несторовићеву концепцију, у коју би, у сарадњи са Алекандаром Дероком требало извршити одређене корекције, које су одлучене и прије него што су њихова два модела представљена јавности. Уз ову комбинацију, обојица су требала да направе коначни нацрт. Иако јавно објављени модели нису коначни нацрт цркве, пратећи новински текст најављивао их је као коначни изглед, што је изазвало лавину негативних реакција у јавности и међу стручњацима. Спор из низа мишљења које је објавио часопис Време, започео је 23. јануара 1931. године.
Након што је краљ одустао од ранијег вета на одлуку да се заустави даље планирање цркве, противнички Клуб архитеката одустао је од критичке кампање након што су позвани код патријарха. Критична фаза даљег рада догодила се у нестабилном друштву од 1932. до 1935. Национални антагонизми су се повећали и у држави се промијенило девет различитих влада. У таквим околностима, планирана црква се још више византизирала и постала је симбол политичког идентитета, а не само естетске и стилске склоности њених планера. Стилска трансформација њених планова у империјалистичку архитектонску нарацију свједочанство је о феномену који је далеко надмашио упитну архитектуру пер се и огледало је друштвеног и политичког контекста државе. Њиме, епизода током које се расправљало о цркви, убједљиво свједочи о драми иза међународног политичког живота Југославије.

#### Синтетичка прерада и призивање Аја Софије
Инвокацијом Јустинијанове Аја Софије, величина цркве је била чак и већа од оне која је била тражена на почетном конкурсу. Како су развијали свој пројекат, Несторовић и Дероко су одражавали растући ентузијазам једног дијела становништва који је желио да Београд има једну од највећих православних цркава на свијету. Величина, висина и тежина куполе требало је да надмаше величину Аја Софије. Од првобитно планираних 60 x 60 m, црква је нарасла на 80 x 90 m и могла је да прими 10.000 умјесто 6.000 вјерника. Пречник куполе је знатно повећан и требало је да буде конкурентна неким од великих катедрала с куполом из касне антике, ренесансе, барока и епохе историцизма. Тако је једина референца за синтетичку прераду дизајна Несторовић / Дероко дошла из Аја Софије, која је имала куполу која је у почетку имала пречник од 33 . Пошто је то била катедрала главног града Византијског царства, њен дизајн је природно наметнут београдској Саборној цркви, јер је више одговарао њеном урбаном контексту, него мање манастирске цркве сеоских средина. Тиме је напуштена идеја да се орјентише на националну традицију. Ова одлука наишла је на велике критике међу становништвом, али не и код стручне јавности, која није нашла много аргумената за приједлог изградње овако велике цркве на бази народне традиције. У обзир је дошла хомогеност унутрашњег простора, што је тако успјешно остварено у универзално цијењеној Аја Софији. Са еволуцијом модела, Несторовић је то синтетизовао са приједлогом Дерока у коначни модел, који је подсјећао на димензије Аја Софије и парафразирао неколико њених архитектонских достигнућа, али је створио сопствени унутрашњи простор. Имао је строго централно планиран дизајн са четири апсиде које стварају веома густ, простран, а ипак интиман ентеријер.
„Биће јединствена катедрала по искуству за свакога ко уђе у њену унутрашњост. Што значи да ће овај унутрашњи простор, који је планирао професор Несторовић, бити најљепши у сакралној архитектури. То није само моје субјективно мишљење, већ су то изјавили сви који су овамо долазили, па чак и они који су је само погледали.“— Бранко Пешић, 1988, Катедрални Храм на Савинцу.
Усвајање модела Аја Софије вођено је импулсима западних академских кругова и књижевности, прије свега француске и њемачке, које су признавале византијску традицију у рационалности градње из које је слиједила просторна јасноћа, приказана у логичној визуално привидној слици конструктивног система у грађевинској структури.
„Утилитаристички аргумент у избору да се за Светог Саву користи архитектонски концепт примијењен на Свету Софију није био резултат одлуке 1931-1932. и изненадног интереса за Јустинијанову цркву од њеног савршеног просторног амбијента и система до надградње простора, али произилази из дуге традиције његовог схватања као структуре без премца, која је била активна у српском научном дискурсу."— Александар Игњатовић.
Од почетка развоја научне дисциплине историје архитектуре у Србији, о Светој Софији се говори као о врхунском остварењу, подједнако по значају свог конструктивног рјешења, структуре и просторних ефеката. То је био одјек глобалног представљања ове цркве, чији је савремени живот, од почетка средине 19. вијека, постао изненађујуће динамичан и сложен. Магнетска привлачност његовог архитектонског рјешења појачала се крајем 19. вијека и достигла највећи обим у Србији у међуратним годинама. Због своје архитектонске посебности, Света Софија се често сматра грађевином без примјера и имитације, иако је Јустинијанова црква остала „архетипска грађевина“, и то не у контексту свог мјеста у византијској архитектури, већ као симбол византијске културне аутентичности и дијелом супериорности, од чега је добила на значају у наративима у односу између византијских и српских идентитета и у парентолошкој метафори везе између Византије и средњовјековне српске државе.

### Изградња
Четрдесет година након првобитне идеје, градња цркве је почела 10. маја 1935. године, 340 година након спаљивања моштију Светог Саве, у јубиларној светосавској години, односно 700 година од смрти Светог Саве. Стара Савиначка црква је срушена на љето 1935, а док нови храм не буде завршен, подигнута је мала црква, освјештана 24. новембра 1935. Одлука о избору понуде за израду темеља је донесена 14. јуна 1936, што је названо и одлуком за почетак градње. У то вријеме је одлучено и да се основа храма помјери за 35 метара, чиме је створен велики трг. Пројекат су израдили Александар Дероко и Богдан Несторовић, уз помоћ инжињера грађевине Војислава Зађине. Камен темељац положио је митрополит црногорски Гаврило, који је касније именован за патријарха Српске православне цркве. Камен темељац је првобитно требало да буде постављен 27. децембра 1904. на празник Светог Стефана, али краљ Петар I Карађорђевић није могао да присуствује, па је постављање одложено за 27. април 1905. У априлу је поново одложено и камен је пренесен у салу цркве, да се чува и више није помињат, а постављен је 1939. четири године након почетка првих радова. Постављање камења темељца обиљежено је церемонијом и литијом кроз Београд.
Армиранобетонски шипови, подлога за темеље, постављени су до почетка марта 1937. Побијање шипова и бетонирање темеља употребом машине за компактирање били су новина у Југославији. Темељи су већим дијелом урађени исте године, а 1938. урађени су темељи олтарског дијела, на средини Браничевске улице, као и зидови до висине од 7 метара, а до септембра 1938. зидови су били високи 8–9 метара. Патријарх Гаврило је 10. маја 1939. године свечано освјештао темеље, и у олтару, уз камен темељац, положио повељу. Друштво за подизање храма је за сакупљање средстава установило недељу Светог Саве, недељу освјештења темеља 1939, односно недељу након Савиндана 1940, када је обезбијеђена потребна сума. За 1941. је било планирано зидање до висине галерије, али даља изградња је прекинута 6. априла 1941. Инвазијом Њемачке на Југославију у Другом свјетском рату, након чега је патријарх Гаврило одведен у концентрациони логор Дахау. Од почетка грађевинских радова до Њемачке окупације, изграђени су темељи храма и подигнути су зидови висине од 7 и 11 m. Било је предвиђено да трг око цркве буде највећи у пријестоници, а за већ преграђену Браничевску улицу, одређено је да се савије у лук.
Њемачка окупациона војска је користила простор унутар недовршеног храма као паркиралиште, а 1944. су га у исту сврху користили партизани и Црвена армија. Касније су разна предузећа користила простор као магацин. Њемци су уништили сву документацију током окупације, осим идејног пројекта који је сачувао Дероко. Дјеца која су одрасла у близини, укључујући и будућег предсједника Србије — Бориса Тадића, нису знала за намјену недовршене градње, па су се унутра играла мислећи да је то рушевина старог дворца. Гранитне плоче, намијењене за изградњу храма, коришћене су за изградњу Гробнице народних хероја 1948. године, на калемегданском дијелу Београдске тврђаве.

#### Забрана градње
По завршетку Другог свјетског рата, градилиште је затворено због промјене политичке ситуације и доминантне идеолошке позиције комунизма у Социјалистичкој Федеративној Републици Југославији. Друштво за подизање храма престало је да постоји током рата; званично је угашено 1948. а његову функцију преузела је црква преко Патријаршијског управног одбора.
Убрзо након рата, материјалне и финансијске могућности за повратак у наставак радова биле су нејасне. Комунистичка елита се изјаснила као атеисти и одбили су захтјев Српске православне цркве за наставак изградње. Године 1953. државни секретаријат унутрашњих послова донио је одлуку по којој се сва имовина Друштва за изградњу храма, укључујући и започети храм, проглашава за општенародну имовину; рјешење никада није достављено ниједном црквеном органу, вјероватно да се против њега не би могле подносити жалбе. Српска православна црква је писала жалбе, представке, као и молбе, разним владином тијелима, како би се рјешење поништило, али на већину није ни одговорено или су жалбе одбијене. Савезна вјерска комисија је на писмо 1962. године, одговорила да се имовина бившег Друштва за подизање Храма Светог Саве не може вратити цркви јер је то општенародна имовина. Земљиште су користиле разне компаније као паркинг и магацин, док је недовршена зграда претворена у игралиште, а користиле су је и разне циркуске трупе за своје потребе.
Након ступања на дужност, патријарх Герман је настојао да поврати храм и настави градњу.  Сваког мјесеца је слао свог викарног епископа, с листом захтјева, код градоначелника Београда. Најприје је тражио да се из Храма избаци све што тамо не треба да стоји и да се из њега уклоне гараже. Након што је то одобрено, послао је 88 захтјева разним владином тијелима, од којих многе и предсједнику Југославије — Јосипу Брозу Титу, на које Тито никада лично није одговорио, а Влада их је све одбила.
„Идући тако од немила до недрага, пењао се од дна до врха и силазио са врха на дно свих структура нове Југославије, молио кога треба и кога не треба, разговарао са онима који заслужују или не заслужују, само да би некако Спомен-храм ставио у посјед Српске православне цркве и учинио прави покушај да се он доврши.“— Протојереј-ставрофор Милан Д. Јанковић, главни секретар Светог архијерејског синода.
После великог броја захтјева, одржан је састанак патријарха Германа и чланова Светог архијерејског синода са предсједником Извршног вијећа Србије — Драгим Стаменковићем и његовим сарадницима у манастиру Раковица, 28. априла 1966. године. Стаменковић је предложио да Извршно вијеће о свом трошку стави кров на постојеће зидове и да се унутрашњост оспособи за црквени музеј или галерију фресака, који би се звао „Музеј Светог Саве“ или „Галерија фресака Светог Саве“. Патријарх није прихватио приједлог, а при сваком наредном сусрету, чланови вијећа истицали су исти приједлог. Патријарх је писао и Петру Стамболићу, предсједнику Савезног извршног вијећа, који му је одговорио: „ми смо то уступили друговима у СР Србији да они ријеше...“ Црква је на крају пристала да се простор адаптира и да се у њему привремено отвори Црквени музеј, али не и Галерија фресака, која је друштвена установа. Наведено је да пристаје на то само као на привремено рјешење, уз писмену потврду од стране Владе, која је донијела рјешење у којем се даје сагласност да се простор адаптира за „музеј црквених старина“, „галерију фресака” и друго, али да све остаје под државном управом.
Црква је одбила рјешење, истичући да то није оно што су се били договорили и поново су писали захтјеве за повраћај имовине. Патријарх Герман је истакао да су Срби из Америке спремни да помогну у изградњи храма, док је предсједник Извршног вијећа Скупштине СР Србије — Ђурица Јојкић, истакао да је политички тешко прихватити да емиграција прикупља и даје средства за изградњу храма. На нови захтјев, предсједник скупштине Србије — Драгослав Марковић, одговорио је да наставак радова на храму Светог Саве не може да се настави поред Народне библиотеке, која је у међувремену изграђена у близини, већ да може да се потражи и одобри нека друга локација. Црква то није прихватила, већ је наставила са захтјевима за повраћај имовине. Након што је Душан Чкребић дошао на мјесто предсједника Предсједништва СР Србије, позвао је на састанак 19. јуна 1984. године, патријарха Германа и чланове Светог архијерејског синода — митрополита загребачко-љубљанског Јована, као и неколико епископа. На састанку је рекао да може да се настави са градњом храма, али да не објављују ништа у јавности, како не би изазвали контрареакцију. Чкребић је касније истакао да је то била његова „цивилизаторска обавеза“, којом је „отклонио стид са његове генерације“.
Одлука о забрани изградње дошла је из врха Комунистичке партије, а имала је статус „политичког става“ који деценијама нико није оспоравао. Никада га није објавио ниједан државни или политички орган, нити је штампан у Државном листу. Није било потребно мијењати или укидати старе уредбе нити доносити нове. Чкребић је консултовао бројне политичке личности, укључујући предсједника Скупштине СР Србије — Слободана Глигоријевића, председника Председништва ЦК СКа Србије — Ивана Стамболића и Слободана Милошевића, предсједника Градског комитета СК Београда. Нико се није противио, осим подружнице борачке организације на Врачару. Сви функционери, чак и они на највишим положајима, који су претходно бранили наставак градње, подржали су одлуку, која је, кад је објављена, примљена као медијска бомба и постала је јавна сензација. Чкребић је, у знак захвалности, од Српске православне цркве добио Орден Светог Саве, 2007. године.
На дан 12. маја 1985. године, у Београду је организована литургија поводом обиљежавања 390. годишњице спаљивања моштију Светог Саве, 90. годишњице освјештавања цркве чији је назив био Претходни храм Светог Саве и 50. годишњице од почетка градње храма. Прије литургије, од Светосавске цркве до храма Светог Саве је организована литија, коју је предводио патријарх Герман, који је из Јерусалима донио дрвени крст, након што га је изнио на Голготу. У 8.45 су се огласила звона са свих београдских цркава, а литургији, коју је одржао патријарх Герман са 20 архијереја, у зидинама храма, присуствовало је 100,000 људи. Након литургије, извршено је освјештавање храма, а патријарх Герман је, заједно са каменом из Свете горе, који је из манастира Хиландар донио проигуман Никанор, уградио повељу на припремљено мјесто у зиду олтара. Пошто је догађај организован у, још увијек комунистичкој држави, означио је једну од историјских прекретница које су симболизовали пад комунизма у Европи. Била је то прекретница не само за подизање храма Светог Саве, већ и за пропаст политичког концепта који је лежао иза државног атеизма комунистичке Југославије. Подизање зграде означило је и повратак религије у Југославију.

#### Наставак градње
Свети архијерејски синод је 1984. донио проглас за сакупљање средстава за изградњу храма, преко којег су тражили од управа свих храмова, манастира и цркава да организују прикупљање прилога. Епископ шабачко-ваљевски, Јован Велимировић, на сједници Епархијског савјета, донио је одлуку да се током 1985. и 1986. обуставе сви грађевински радови у епархији, као и да се провизија од продатих календара донира за наставак изградње храма. Такође, одлучено је да сви парохијски свјештеници донирају по 10.000 динара и да разговарају са грађанима, како би и они донирали новац. На дан 25. јуна 1985. године, Скупштина је донијела одлуку којом се црква Светог Саве са двориштем од 2,840 m² и храм у изградњи, на парцели од 14,126 m², преноси у власништво Српске православне цркве без накнаде. За новог архитекту цркве изабран је Бранко Пешић, док су му помоћници били Љиљана Танасијевић, Војислав Марисављевић, Душан Арбајтер и Милутин Марјановић. Они су ревидирали првобитне планове како би боље искористили нове материјале и грађевинске технике. Изградња објекта је поново почела 12. августа 1985. године. Првобитним пројектом је била предвиђена конструкција од цигле и дјелимично армираног бетона, а након детаљног истраживања, утврђено је стање постојећих темеља. Четири централна звоника утемељена су на 532 „симплекс“ шипа, дубине 6 m. Масивни ободни зидови су постављени на тракасти темељ дубине 4 m. Истраживањем је утврђен квалитет различитих коришћених материјала, односно цигле, бетона, арматуре, мермера и других. Детаљним снимком постојећег објекта, утврђени су контурни оквири, који су послужили као полазна основа за даље пројектовање и грађевинске радове.
„Позван сам код патријарха Германа 24. септембра 1984. године. Примљен сам свечано на главни улаз, преко пута Саборне цркве. Иако нисам знао сврху позива, осјетио сам да је нешто важно у питању. После краћег поздрављања, патријарх саопштава да ми је повјерен наставак пројекта и организације градње Храма Светог Саве на Врачару. Задрхтао сам и нагло поблиједио. Патријарх, схвативши моје стање, упита: „Можете ли да попијете једну ракију“? Попио сам двије. Одмах смо прешли на проблеме како и на који начин, што брже, почети пројектовање и градњу. Тек на повратку кући, схватио сам огромни задатак, повјерење које ми је дато, а са тиме и све обавезе. Нека невидљива енергија ме је обузела са осјећајем поуздања да ја тај задатак могу да извршим.“— Бранко Пешић о избору за архитекту храма светог Саве.
Од наставка изградње, објекат је поново испланиран тако да се користи висок ниво метода монтаже свих дјелова статичког система, иако су због сложених геометријских облика зграде, морале да се користе неке нове и јединствене методе. Како је објекат изграђен од претходно монтираних бетонских плоча, морао је да се примијени технолошки модел који би обезбиједио паралелне радове, квалитет и економичну градњу. Иновацијом у поступку изградње, брзина „монтаже“ зграде могла би знатно да се повећа. Изградња је настављена на нивоу првобитног пројекта, а комбинација цигле и бетона је отказана. Нижи нивои су сачувани са темељном конструкцијом, која је морала да буде санирана. Четворокрилни дио је морао да се одвоји од централног дијела дилатационим фугама. Везање темеља, постојећег дијела и нове конструкције предстојећих етапа остварено је армираним бетонским стубовима и везним гредама. Дилатације у крилним дјеловима изведене су по линији пресјека полукупола и главног свода, а вертикално низ звонике до темеља.
Наставак изградње је пројектован као комплетно монтажна армиранобетонска елементарна конструкција. Од геометријски компликоване форме с обзиром на њене конструктивне тачке, појединачни елементи су морали да се у највећој могућој мјери разбију на префабриковане компоненте оцртане правим линијама. Зидови су пројектовани као шупље кутије, које, када се склопе, дају објекту масиван изглед.
Сви лучни облици галерија и сводова претворени су у склопове елемената закривљених у двије димензије, који су, подигнути, формирали тродимензионалне облике. Полукуполе и купола су линеаризоване пројектовањем система лучних решетки и два слоја закривљених подних облога. Монтажни дјелови су повезани у цјелину ливеним дјеловима конструкције на лицу мјеста, што је обезбиједило потребну сигурност и дуговјечност објекта.
Звоници су првобитно започети као комбинација стубова од цигле и бетона, а настављени су као бетонске сандучасте конструкције за пружање што већег отпора торњева и што мање тежине. Овај дио објекта је завршен примјеном методе клизних оплате, уз предности префабрикације.
Централни дио грађевине обухвата четири главна лука између звоника и централне куполе са пасусом испод и куполом на врху. Сваки лук се простире на 24 m, што је један од најширих постигнутих распона сводова, јер већина великих европских купола стоји на 8 или 16 стубова. Само купола Аја Софије стоји на четири стуба са распоном између сводова који достиже 31 m. То је и даље најшири распон између сводова било ког историјског сакралног објекта и још увијек највећа купола која је подигнута на само четири стуба.
Утврђено је да тип темеља одабран у првобитном пројекту није имао адекватну чврстоћу да издржи оптерећења наметнута од цијеле зграде. Са новим материјалима и методама дизајна тежина је смањена за 30-40%. Прије подизања главне куполе „Симплекс“ шипови испод главног стуба торња морали су да се унаприједе за ношење гравитације и других терета. Темељни шип је дјелимично замијењен. Док су почетни темељи били дубоки само 6 m, нови са пречником 1,4 m, достигли су дубину од 17 m и достигли потребну чврстину.
Структурне анализе су рађене динамичким прорачунским моделима коришћењем „ТАБС“ модела са Универзитета Беркли. Све димензионисање елемената је урађено у складу са европским и југословенским прописима. За процедуре подизања, инструменти су постављени у структуре за израчунавање прикупљених података који су анализирани компјутерима. Сви релевантни подаци су праћени уживо током подизања тешких склопљених елемената главних лукова, пендентифа и главне куполе. Анализирани су прогиб, ход дизалице, нивелација ослонаца, деформације и напрезања главних елемената.

#### Подизање куполе
Највеће достигнуће у процесу изградње било је подизање централне куполе тешке 4.000 тона, која је саграђена на тлу, заједно са бакарном плочом и крстом Светог Саве, дугачким 12 метара, а касније подигнута на засвођене лукове. Подизање, које је са специјално конструисаним хидрауличним машинама трајало 20 дана, завршено је 26. јуна 1989. године.
Прије него што је купола могла да се подигне, требало је да се поставе четири главна лука на своје мјесто. Четири лука су елементи који повезују звонике и физички и комуникацијски. Сва четири пара лукова су успјешно подигнута и фиксирана на своје мјесто у периоду од јануара до јуна 1988. На спољним луковима, који припадају крилном дјелу, формиране су полукуполе, од којих се свака састоји од по осам закривљених, армиранобетонских решетки покривених закривљеним плочастим бродским подом. Монтажа лукова је вршена на тлу од префабрикованих плоча, тежине по 4.000 килоњутна, подигнуте су „ланцима“ на предвиђени положај. Изузетно лако је постигнуто подизање тешких терета на велике висине, што је као иновација представљао потпуно нови систем посебно дизајниран за зграду. Ланци су тестирани на фактор сигурности преоптерећења између 1,6 и 2,2. Како лук дилатације „виси“ са ланаца у подигнутом положају, сопствени стубови су морали да се накнадно излију испод. Затим су опуштени и заједно са стубовима формирали су уоквирени систем у конфигурацији „портала“. Како су лукови главни елементи конструктивне сигурности куполе, они су детаљно анализирани у свим фазама статичког напона, како у погледу напрезања тако и у погледу прогиба. Димензије лукова су смањене, оптимизоване, како би настала конструкција постала што лакша за технолошке потребе, а истовремено довољно чврста за животни вијек објекта.
Главни посао је била технологија тешке монтаже гурања у подизању главне куполе, јер је купола, која је тешка 4.000 тона, подигнута гурањем. За гурање, унутар централног трга је монтирана главна галерија куполе, пречника 39,5 m, која носи куполу и спаја се са четири звоника. Лежала је као монолит на шљунковитом насипу висине 120 cm.
Планирано је да се у једној фази заврши са носећом галеријом, куполом и крстом и бакарним покривачем. Радови су почели у новембру 1988. године, а монтажа је завршена крајем фебруара 1989. године. Главна купола је састављена од 24 закривљене армирано-бетонске решетке са два слоја подних облога које формирају спољне облоге око обје прирубнице решетки. Доњи паркет био је намијењен мозаичком орнаменту на унутрашњој површини куполе. Електрохидрауличну опрему за дизање коју је прописала компанија „Трудбеник“, пројектовала је и испоручила фабрика хидрауличне и пнеуматске опреме и уређаја — „Прва петолетка“.
Монтажно подизање куполе, са комплетно изведеним бакарним покривачем и крстом, тежине 3,9 мегањутона, од земље до предвиђене позиције на 40,9 m, обављено је при брзинама ограниченим на 2,5 m по дану из безбједносних разлога. Са хидрауличном интегралном снагом дизања од 49 мегањутона, пропорционални сервисни вентили, као и удар и подизање притиска урађено је на сва четири реактивна носача истовремено. Компјутери су водили једноструко подизање; вертикално искорачење од 110 mm у једном кораку је реализовано примјеном армиранобетонских плоча-постројења у свим реактивним носачима роботима, који су сукцесивно постављани испод дизалица куполе. Подизање на 13 m обављено је уз помоћ носача који су пролазили поред звоника како се не би уништили стубови галерија. Одатле су опрема и потпорни челични носач премјештени у прорезе који су намјерно остављени током клизног обликовања стубова. За сваки дан, ливење је морало да се обави на лицу мјеста око плоча за полагање како би се завршило 2,5 m стубова дневно. Стубови су били довољно чврсти за 2,5 m, а подизање је било ограничено на пет сати дневно.
Преко 280 електронских еластомера постављено је по цијелој куполи, а њени елементи, све хидрауличне компоненте, снабдјевени су мјерним инструментима на информације о ходу дизалице и притиску дизалице који су достављени специјално дизајнираном рачунару за контролу операције аутоматског подизања. Потпуно независан спољашњи електронски систем за нивелисање је био прикључен на компјутерску контролу и обезбиједио је тачне информације о нивелацији, а могао је и да заустави операцију подизања у случају закривљености веће од 5 mm. Један од два радна компјутерска клона је прикупљао и пратио преко 24 битна податка током операције перформанси која је завршена без грешака.
Последњи захвати подизања изведени су на висини од 39,69 m, док је врх куполе достигао око 80 m надморске висине. Са методом дизања на тој висини нису били потребни ризични и компликовани склопови. Сви радови покривања бакарног лима на дрвеној подлози и крста изведени су у марту и априлу, док је купола још била на земљи. Након подизања куполе, завјесак је поново монтиран у нивоу земље испод главне куполе. Представља прелазни везни елемент кроз који праволинијски план црквеног наоса прелази у кружни план главне куполе. Подизањем завјеска, централни дио цркве је завршен.
Конструктивна веза између завјеска и главне куполе подржава куполу у четири положаја. Урађен је помоћу хидрауличних дизалица које су могле да произведу по 3.000 мегањутона (укупно 12.000 мегањутона). Завјесак је довољан за каснија додатна оптерећења од нанесеног малтера, мозаик облоге и мермерне облоге на фасади.
Завјесак је поново подигнут ланцима; са тежином од око 1,100 килопонда, који се простире у вертикалном правцу 24*24 m и висином од  14 m, подигнут је на 28 m испод главне куполе. То је постигнуто током два дана крајем јануара 1990. Подигнут је за 36 сати, брзином од 2 метра по сату. Постигнута је тачност у оквиру прописаног технолошког пројекта са толеранцијом од 5 cm. Прва литургија под куполом храма Светог Саве служена је 25. јуна 1989. године, три дана прије прославе 600. годишњице Боја на Косову, која је одржана у Грачаници и на Газиместану. Литургији је присуствовало 150,000 људи.

#### Прекид радова
До 1991. завршен је већи дио армиранобетонске конструкције, након чега су радови почели да застају, јер се прилив новца значајно смањио, иако је било планирано да се градња заврши до 1992. године. У Југославији је дошло до бројних сукоба који су прерасли у ратове, а Српска православна црква је одлучила да средства упути за помоћ народу. Услиједио је распад Југославије, Србија и Црна Гора су се ујединиле у заједничку државу — СР Југославију, након чега су Уједињене нације увеле санкције држави. У истом периоду почела је изградња и многих других цркава и парохијских домова, па се мало донирало за изградњу храма. Бранко Пешић је истакао да је у том периоду, сваки десети становник давао донације.
Године 1996. радови су званично престали, а храм је поново почео да зараста у коров. На дан 24. марта 1999. почело је НАТО бомбардовање СРЈ, а мјесец дана касније, око 100,000 људи присуствовало је литургији испред храма Светог Саве, коју су служили патријарх московски и све Русије Алексије II и патријарх српски Павле. Неколико мјесеци након завршетка бомбардовања, митрополит црногорско-приморски — Амфилохије, обишао је градилиште на којем је затекао, како је изјавио: „иструнуле и разваљене дрвене облоге поред којих је лежао скупо плаћени мермер и гранит… Запуштену високу траву и коров који је на неким мјестима досјезао до појаса… Сабласно напуштене и рђи препуштене кранове који су некада подизали стотине тона материјала на велику висину.“

#### Завршни радови
На дан 4. априла 2000. године, за главног архитекту именован је професор геодезије — Војислав Миловановић. Бранко Пешић је, због два инфаркта, морао да се удаљи и на себе је преузео само посао надгледања архитектуре. Дан касније, настављени су радови на храму, са планом да се до Божића 2001. омогући редовно служење. Радови су настављени седам метара испод земље, гдје је почела изградња крипте, ризнице и музеја Српске православне цркве, као и просторија за климатизацију, вентилацију и гријање. Након демонстрација 5. октобра 2000. и свргавања Слободана Милошевића, Зоран Ђинђић је именован за премијера. На дан 4. јуна 2001. Ђинђић се састао са патријархом Павлом, гдје је договорено оснивање конзорцијума састављеног од успјешних предузећа и банака, који би донацијама помогли изградњу храма. На дан 3. септембра 2001. уговор о оснивању конзорцијума потписало је 31 предузеће у храму и основан је почетни фонд од милион евра. Планирано је да се изградња храма заврши до 2004. године, до прославе 200. годишњице Првог српског устанка. Године. 2002. Конзорцијум је вратио стари назив - Друштво за изградњу Храма Светог Саве на Врачару.
До 2017. године, спољашњи изглед цркве је завршен. Постављена су звона и прозори, а фасада завршена. Руска академија умјетности, под руководством Николаја Александровича Мухина, почела је рад на унутрашњем уређењу. На дан 22. фебруара 2018. године, приликом представљања новог унутрашњег украса, украшена купола је поклоњена Српској православној цркви.

## Финансирање
Од оснивања Друштва за изградњу храма Светог Саве 1895. финансирање изградње било је предвиђено путем донација грађана, државе, општина, новчаних завода, завјештања имовине, прилозима свих храмова, манастира и цркава, као и од прихода од предавања и разних приредби. Патријарси су више пута писали прогласе у којима позивају на донације, а 1920. грађани су се жалили да су и раније давали прилоге, али да није било резултата. У јуну 1921. црквена каса је опљачкана и украдено је 3,555 динара.
Финансирање цркве било је праћено многим проблемима. У почетној фази изградње од 1935. до 1941. финансирање је обезбијеђено преко јавног удружења и донација краља. Од 1985. до 1999. године јавне донације и збирке биле су једини ресурси. Након што је поново дозвољена градња 1984. црква је објавила проглас у којем траже донације од грађана, са начином евиденције примљених средстава и утврђеним степенима доброчинстава; особе које донирају више од два милиона динара постају ктитори задужбинари, они који донирају више од милион динара су велико добротвори, они који донирају више од 500.000 динара су добротвори, они који донирају више од 100.000 динара су утемељивачи, док су сви остали приложници. Донирани су бројни прилози, најчешће новац, али поклањат је и накит, бројне бурме, огрлице, минђуше, прстење, златни сатови, златне плоче и полуге, златници и дукати, бројни сребрни предмети, слике и умјетнички предмети који могу да се продају, а поклањане су и иконе. Бранко Пешић је организовао бројне изложбе о пројекту и изградњи храма; прва је одржана у Београду, у Музеју примијењених умјетности, а отворио је патријарх Герман. Изложбе је касније организовао и у Новом Саду, Трстенику, Подгорици, Котору, Дубровнику и Москви, док је предавања о храму одржао у Лондону, Бирмингему, Цириху, Малмеу, Стокхолму, Химелстиру, Диселдорфу, Минхену, Хановеру, Бечу, Бризбејну, Сиднеју, Мелбурну, Аделејду, Канбери и Атини, а у свим изложбама и предавањима прикупљено је укупно око четири милиона долара. Пешић, као и свих девет његових савјетника на пројекту, радили су без накнаде, док су Сава и Драгомир Димитријевић прихватили да без накнаде позлате свих 18 крстова храма, укупне површине од 150 m².
На иницијативу премијера Србије — Зорана Ђинђића, основан је конзорцијум за прикупљање новца, којем је 2002. године, званично враћено име Друштво за изградњу храма Светог Саве. Године 2004. Борис Тадић је предсједавао удружењем, а исте године је завршена спољашњост храма, док је донацијама Грчке, финансирана фасада, за коју су постављене мермерне плоче из Грчке. Крајем 2004. затражена је помоћ Руске православне цркве за завршетак ентеријера. У Храму Христа Спаситеља у Москви одржана је акција прикупљања средстава, гдје је руски патријарх Алесеј II дочекао предсједника Републике Србије — Бориса Тадића и патријарха Павла. Године 2009. Друштво је разговарало са руским вајаром и сликаром, Зурабом Церетелијем, како би био на челу тима који осликава унутрашњост храма. Године 2009. предсједник Русије — Дмитриј Медведев, посјетио је храм, а на питање новинара да ли је Русија вољна да финансира дио унутрашњег уређења, одговорио је: „зашто само дио, када ми могла све?“ Владимир Путин је први пут посјетио храм у марту 2011. и обећао лично покровитељство за израду мозаика, када му је на питање ко ће украсити унутрашњост, патријарх Иринеј одговорио „уз Божију помоћ, урадићемо то и уз Вашу подршку“. Указом предјседника Русије, у Москви је 19. марта 2012. године, омогућено одржавање конкурса за мозаике. Осим Путина и Медведева, храм су посјетиле и бројне друге званичне делегације које долазе у Београд, укључујући и Кофија Анана и принца Александра Карађорђевића, са принцезом Катарином и синовима.
Од 2005. године Пошта Србије је прикупљала средства путем добротворних маркица у вриједности од 10 динара уз сваку пошиљку, које су приликом слања пошиљки обавезни да плате сви грађани Србије без обзира на вјероисповјест, у складу са уредбом Владе Србије. Влада Србије је финансирала радове и средствима из буџета. До 2019. године, за храм је потрошено око 100 милиона евра: за мозаике 40 милиона евра, за остале радове у унутрашњости 10 милиона, а за спољну изградњу око 50 милиона. Од 100 милиона, 40 милиона је уплаћено из државних фондова, Русија је донирала 10 милиона, а остатак је уплаћен приватним донацијама.

## Главни догађаји
- Сахрана Зорана Ђинђића (2003): опело је одржао патријарх српски Павле.[125]
- Сахрана патријарха Иринеја (2020): опело је одржао митрополит дабробосански Хризостом Јевић.[143]

## Архитектура

### Спољашњост
Храм је изграђен у српско-византијском стилу, са четири звоника висока 44 m. Висина врха куполе је 70 m, док је главни позлаћени крст висок још 12 m са постољем, што врху храма даје укупну висину од 82 m, на надморској висини од 134 m, односно око 64 m изнад нивоа ријеке Саве. Храм је централно планирано здање и има облик грчког крста. Има велику централну куполу ослоњену на четири пендантива и подупрту са сваке стране нижом полукуполом над апсидом. Испод сваке полукуполе налази се галерија ослоњена на аркаду, а општи концепт је у великој мјери заснован на Аја Софији. Његова главна конструкцијска идеја потиче од централног трга испод куполе, а уско је повезана са геометријом коју су приликом израде Аја Софије користили Исидор из Милета и Антемије из Трала. Централни квадрат у обје цркве има бочне линије од 31 m, тако да су куполе приближно истог пречника, али је пречник куполе Аја Софије нешто већи јер се протеже за око 0,5 m од централног квадрата. Главне разлике у структури куполе су високи тамбур на храму Светог Саве и то што је коришћен двоструки гранит. Ниска купола Аја Софије пројектована је као калота у коју је постављено 40 прозора, који дјелују да изгледа као да купола лебди. Обје куполе су изграђене на пандантима на висини од 40 m, али је купола храма Светог Саве већа; купола Аја Софије достиже висину до 56 m, док купола Светог Саве достиже висину до 70 m. Наос храма је широк 46 m и дугачак 46 m; простор иза иконостаса није јаван, широк је 21,80 m и дугачак 17 m. У унутрашњости су са три стране припрате, од којих су двије дубине 9 m и ширине 31,70 m. У оквиру сјеверне и јужне припрате направљене су двије мале капеле. Храм има три улаза, са западне, јужне и сјеверне стране, а главни улаз је са западне стране. Припрата главног улаза је 2 m дужа и има четири стуба више од друге двије. Главна врата су двокрилна и израђена су од дрвене храстове конструкције, висине 3,90 m, ширине 6,10 m и тежине 3,5 тона. Изнад припрате су три галерије од којих је једна са западне стране додијељена црквеном хору. Године 2019. започета је израда мермерног иконостаса са шест главних икона и троје врата. Са лијеве и десне стране иконостаса налазе се епископска сједишта, по два са обје стране.
Купола је на висини од 70 m, док је главни позлаћени крст висок још 12 m, што чини укупно 82 m висине храма. Врх је 134 m изнад нивоа мора, односно 64 m изнад ријеке Саве, због чега храм заузима доминантну позицију у градском пејзажу Београда и видљив је са свих прилаза граду.
Храм је дуг 91 m од истока ка западу и 81 m од сјевера ка југу. Поред главног крста, куполе имају још 18 позлаћених крстова различитих величина, док су на звоницима 49 звона аустријске ливнице , четири клатећа и 45 свирајућих. Има већу површину од храма Христа Спаситеља у Москви, који се простире на 3,980 m², док је површина храма Светог Саве 4,500 m². Такође је дужи (91 m према 77,7 m) и шири (81 m према 72,42 m), а има и већи пречник куполе (30,5 m према 25 m), док је сама купола храма у Москви на већој висини (103,4 m наспрам 77,37 m). Оба храма по структурном дизајну подсјећају на Аја Софију; пројектовани су на основу уређења централног трга у Аја Софији и илуструју значај царске византијске цркве за главне грађевине у православној обредној архитектури.
На инспирацији коју су користили из Аја Софије, Дероко је истакао да су у пројектовању храма Светог Саве слиједили два принципа - императив функционалности планирања и монументалност простора и форме. Дероко је рекао да је било изазовно пројектовања функционалног простора за 10,000 људи, што је урађено на основу података архитеката и темељног приручника Ернста Нојферта. Такође је истакао да је изграђена купола пречника од 30 m, што представља важно поређење са куполом Аја Софије. Истакао је да се величина храма Светог Саве не везује нужно за монументалност, али су изглед и величина храма били од велике важности јер је требало да буде споменик од националног значаја.

#### Купола
Купола на храму Светог Саве грађена је у класичном стилу као сложена купола са четири пендантива из сфере већег полупречника од куполе. Унутрашњи пречник је 30,50 m, а спољашњи 35,15 m, што подсјећа на димензије Аја Софије, која је почетку имала пречник од 33 . Ослања се на четири свода висине 40 m, квадрат средишњег простора испод куполе је широк 39,72 m и заузима површину од 1,578 m². Двослојна купола висока је 27 m, на висини од 67 до 70 m са спољашње и на висини од 64,56 m са унутрашње стране, што куполу храма Светог Саве чини већом од куполе Аја Софије, која је на висини од 56 m. На куполи се налази крст тежак четири тоне и висок 12 m, укључујући постоље, јер видљиви дио износи 10 m.
После Аја Софије, купола Светог Саве је, са висином од 27 m, највећа у било којој православној цркви. Купола Аја Софије, у почетку је била висока 33 m, што је реконструисано према математичким формулама које су користили византијски архитекти. Данас, након што је три пута обнављана, има елиптични облик пречника 31,24 m и 30,86 m.
Пендантив куполе храма Светог Саве налази се међу највећим од купола свух хришћанских објеката. Једино Аја Софија (33 m првобитни пречник
), Катедрала Светог Павла (30,8 m), Фирентинска катедрала (45 m), Базилика Светог Петра (42 m), Берлинска катедрала (30,7 m), и Прабазилика Пресвете Богородице (33 m) имају веће или приближно исте унутрашње пречнике као храм Светог Саве. Осим Аја Софије, ниједан није изграђен на четири стуба и са четири свода. Од свих купола, храм Светог Саве има сводове ширине 24 m, а надмашује га само Аја Софија, са 31 m. Купола Базилике Светог Петра, чији пречник је 42 m, има главне сводове од само 23 m.
У поређењу са највећим куполама међу православним црквама, храм Светог Саве је највећи. Купола Саборног храма Христа Спаситеља у Москви је спољашњег пречника од 29,8 m, а унутрашњег пречника од 25 m; Кронштатска поморска катедрала је спољашњег пречника од 29,8 m, док је унутрашњи пречник 26,7 m; Катедрала Светог Исака у Санкт Петербургу је спољашњег пречника од 25,8 m и унутрашњег пречника од 21,8 m.
Купола храма Светог Саве, поред великог пречника има и значајну унутрашњу висину. Са 65 m од пода до плафона, четврта је по унутрашњој висини куполе међу православним хришћанским објектима, надмашују је само куполе Храма спаса народа у Букурешту (104 m), храм Христа Спаситеља у Москви (69,5 m) и Катедрала Светог Исака у Санкт Петербургу (69 m).
Купола храма Светог Саве такође је међу највишим православним куполама на свијету.

#### Крст
Дизајн крста је спој концепције скулптуралних идеја Небојше Митрића, који је био јеврејског поријекла и преживио је холокауст, и архитектонских идеја Бранка Пешића. Крст висок 12 m, широк 5 m и тежак 4 тоне, рађен је у организацији компаније Модул, завршен је у Првој Искри из Барича, гдје је Митрић надгледао радове. Након завршетка, транспортован је на градилиште и стављен у посебан хангар, гдје је позлаћен. Позлаћење су урадили Сава и Драгомир Димитријевић, који су позлатили свих 18 крстова цркве, без накнаде.
Крст је подигнут у мају 1989. прије подизања куполе на претпостављену локацију, што је постигнуто за само 15 минута. Након што је крст постао видљив на градском пејзажу, медији, као и власти, критиковали су његов модернистички дизајн. Митрић и Пешић су користили минималистички приступ, који није свима био по укусу. Већина критика је произашла из позивања на четири С, симболизирајући српски хералдички крст, који се у бившој Југославији сматрао симболом само српства. Послије критика, Митрић, који је изгубио цијелу породицу у холокаусту, извршио је самоубиство 23. августа 1989. Касније је крст постао један од најпресликаванијих крстова у Српској православној цркви и обично се назива Савин крст. Као и претходни Митрићеви радови, који су били познати по минијатурном вајарству, међу којима су најпознатије медаље за Зимске олимпијске игре 1984. у Сарајеву, елеганција и хармоничан облик крста са минималистичком концепцијом у главним амблемима били су јединствени.
Поред главног крста, израђено је још 17 крстова у предузећу Технокопинг. Четири крста од по 4 m висине постављени су на звоницима, осам крстова од по 3,5 m висине постављени су на кулама портала и пет крстова од по 1,2 m висине постављени су на апсиди олтара. Три краја крста завршавају се са три полиране кугле које представљају Свето Тројство. Средиштем крста протеже се полирани унутрашњи крст, док су у угловима, између кракова крста, постављена оцила, која симболишу четири Јеванђеља.

#### Фасада
Фасада храма је углавном изведена сва у бијелом мермеру, док су завршни вијенци око свих купола и полукупола од црвеног гранита. Коришћен је бијели полирани грчки мермер Волакас из Кавале, који се простире на 12,000 m². Корниши су направљени од црвеног балморал гранита из Финске, који се простире на 120 m² на куполи и полукуполама. Постамент је израђен од 80 m² црног јабланичког гранита из Босне. Камен на фасади тежак је 3.000 тона.
На монтирању фасаде Храма радило је 14 предузећа из Србије, као и три компаније из иностранства (из Грчке, Италије и Словеније). Први камен на фасади Храма постављен је 3. септембра 2002. године када је, у присуству патријарха Павла, краља Александра  са породицом, предсједника Друштва за изградњу храма — Зорана Ђинђића, као и осталих свјештеника и чланова Друштва, дат благослов за почетак радова. Радови су завршени за 14 мјесеци, до децембра 2003. пред празник у част Светог Николе.
Мозаик је прављен током 2016. и 2017. године а већина је постављена између маја 2017. и  фебруара 2018.

### Звона
На звоницима храма налази се 49 звона аустријске ливнице , четири клатећа и 45 свирајућих. Звона су испоручена 24. новембра 2001. када их је освјештао патријарх Павле, а присуствовао је и Зоран Ђинђић. Свако звоно има свог донатора, чије име је исписано на њему; највеће је донирао Светислав Прлинчевић и оно је коштало 110.000 долара, док је најмање донирао Бранко Пешић и коштало је 250 долара. Четири највећа, клатећа звона, постављена су у југозападном звонику и клате се у правцу исток-запад ка савској долини; осталих 45 звона чине кариљон и смјештени су у сјеверозападном звонику. Највеће звоно тешко је 6,128 kg, док најлакше има 11 kg. Кариљон (са 45 звона) тежак је око 19,000 kg. Заједно, са четири клатећа звона, укупна тежина је 23,755 kg. На великим и средњим звонима налазе се по четири ликовна орнамента: печат Светог Саве, византијски орао по нацрту Александра Дерока, многокрсник Боривоја Анђелковића и лик Светог Саве, који је прије Другог свјетског рата насликао Владимир Предајевић. Такође, на звонима се налазе библијски текст и ћирилични натпис по жељи донатора. Велика (клатећа) звона имају круне са анђеоским ликовима. Кариљон је компактан концертни инструмент; звона у хроматском низу од e1 до c4 чине кариљон, а звона у тоновима g, a, c¹ и d¹ су клатећа.
Светосавски кариљон има четири и по октаве, свако звоно има основни тон и још 50 аликвотних тонова. Звона кариљона на Храму сваког дана у подне свирају Химну светом Сави, а сваког сата рефрен. Друштво за изградњу храма Светог Саве на Врачару одлучило је у марту 2003. године, да за 40.000 долара, уради посвету на звону d¹, у успомену на бившег премијера Србије — Зорана Ђинђића, првог предсједника Главног одбора Друштва након његове обнове.
| Број | Име                  | Година постављања | Произвођач | Пречник () | Маса () | Напомена | Звоник                |
| 01   | Звоно Светог Саве    | 2001.             | , Инзбрук  | 2,004      | 6.128   | 0        | Југозападни звоник    |
| 02   |                      | 2001.             | , Инзбрук  |            | 3,956   | 0        | Југозападни звоник    |
| 03   |                      | 2001.             | , Инзбрук  |            | 2,458   | 1 0      | Југозападни звоник    |
| 04   | Звоно Зорана Ђинђића | 2001.             | , Инзбрук  |            | 1,460   | 1 0      | Југозападни звоник    |
| 05   |                      | 2001.             | , Инзбрук  |            | 1,054   | 1 0      | Сјеверозападни звоник |
| 06   |                      | 2001.             | , Инзбрук  |            | 894     | 1 0      | Сјеверозападни звоник |
| 07   |                      | 2001.             | , Инзбрук  |            | 744     | 1 0      | Сјеверозападни звоник |
| 08   |                      | 2001.             | , Инзбрук  |            | 626     | 1 0      | Сјеверозападни звоник |
| 09   |                      | 2001.             | , Инзбрук  |            | 536     | 1 0      | Сјеверозападни звоник |
| 010  |                      | 2001.             | , Инзбрук  |            | 440     | 1 0      | Сјеверозападни звоник |
| 011  |                      | 2001.             | , Инзбрук  |            | 372     | 1 0      | Сјеверозападни звоник |
| 012  |                      | 2001.             | , Инзбрук  |            | 312     | 1 0      | Сјеверозападни звоник |
| 013  |                      | 2001.             | , Инзбрук  |            | 260     | 2 0      | Сјеверозападни звоник |
| 014  |                      | 2001.             | , Инзбрук  |            | 219     | 2 0      | Сјеверозападни звоник |
| 015  |                      | 2001.             | , Инзбрук  |            | 187     | 2 0      | Сјеверозападни звоник |
| 016  |                      | 2001.             | , Инзбрук  |            | 164     | 2 0      | Сјеверозападни звоник |
| 017  |                      | 2001.             | , Инзбрук  |            | 144     | 2 0      | Сјеверозападни звоник |
| 018  |                      | 2001.             | , Инзбрук  |            | 126     | 2 0      | Сјеверозападни звоник |
| 019  |                      | 2001.             | , Инзбрук  |            | 110     | 2 0      | Сјеверозападни звоник |
| 020  |                      | 2001.             | , Инзбрук  |            | 96      | 2 0      | Сјеверозападни звоник |
| 021  |                      | 2001.             | , Инзбрук  |            | 85      | 2 0      | Сјеверозападни звоник |
| 022  |                      | 2001.             | , Инзбрук  |            | 75      | 2 0      | Сјеверозападни звоник |
| 023  |                      | 2001.             | , Инзбрук  |            | 66      | 2 0      | Сјеверозападни звоник |
| 024  |                      | 2001.             | , Инзбрук  |            | 59      | 2 0      | Сјеверозападни звоник |
| 025  |                      | 2001.             | , Инзбрук  |            | 53      | 3 0      | Сјеверозападни звоник |
| 026  |                      | 2001.             | , Инзбрук  |            | 48      | 3 0      | Сјеверозападни звоник |
| 027  |                      | 2001.             | , Инзбрук  |            | 44      | 3 0      | Сјеверозападни звоник |
| 028  |                      | 2001.             | , Инзбрук  |            | 40      | 3 0      | Сјеверозападни звоник |
| 029  |                      | 2001.             | , Инзбрук  |            | 35      | 3 0      | Сјеверозападни звоник |
| 030  |                      | 2001.             | , Инзбрук  |            | 32      | 3 0      | Сјеверозападни звоник |
| 031  |                      | 2001.             | , Инзбрук  |            | 30      | 3 0      | Сјеверозападни звоник |
| 032  |                      | 2001.             | , Инзбрук  |            | 27      | 3 0      | Сјеверозападни звоник |
| 033  |                      | 2001.             | , Инзбрук  |            | 25      | 3 0      | Сјеверозападни звоник |
| 034  |                      | 2001.             | , Инзбрук  |            | 25      | 3 0      | Сјеверозападни звоник |
| 035  |                      | 2001.             | , Инзбрук  |            | 21      | 3 0      | Сјеверозападни звоник |
| 036  |                      | 2001.             | , Инзбрук  |            | 19      | 3 0      | Сјеверозападни звоник |
| 037  |                      | 2001.             | , Инзбрук  |            | 18      | 4 0      | Сјеверозападни звоник |
| 038  |                      | 2001.             | , Инзбрук  |            | 17      | 4 0      | Сјеверозападни звоник |
| 039  |                      | 2001.             | , Инзбрук  |            | 16      | 4 0      | Сјеверозападни звоник |
| 040  |                      | 2001.             | , Инзбрук  |            | 15      | 4 0      | Сјеверозападни звоник |
| 041  |                      | 2001.             | , Инзбрук  |            | 15      | 4 0      | Сјеверозападни звоник |
| 042  |                      | 2001.             | , Инзбрук  |            | 14      | 4 0      | Сјеверозападни звоник |
| 043  |                      | 2001.             | , Инзбрук  |            | 14      | 4 0      | Сјеверозападни звоник |
| 044  |                      | 2001.             | , Инзбрук  |            | 13      | 4 0      | Сјеверозападни звоник |
| 045  |                      | 2001.             | , Инзбрук  |            | 13      | 4 0      | Сјеверозападни звоник |
| 046  |                      | 2001.             | , Инзбрук  |            | 12      | 4 0      | Сјеверозападни звоник |
| 047  |                      | 2001.             | , Инзбрук  |            | 12      | 4 0      | Сјеверозападни звоник |
| 048  |                      | 2001.             | , Инзбрук  |            | 12      | 4 0      | Сјеверозападни звоник |
| 049  |                      | 2001.             | , Инзбрук  |            | 11      | 5 0      | Сјеверозападни звоник |

### Унутрашњост
Унутрашњост са наосом, три бочна крака и олтаром, има површину од 3,600 m² у приземљу, са три галерије од 1.500 m² на првом нивоу и галеријом од 120 m² на другом нивоу. Храм може да прими 10,000 људи. На галерији хора може да стане 800 хориста. У подруму се налази крипта, ризница Светог Саве и гробна црква Светог великомученика Лазара, укупне површине 1,800 m².
Планирано је да у цркви буде постављена стална изложба о изградњи храма, галерија звона и информација о животу Светог Саве. На сјевероисточном и југоисточном стубу, постављена су два лифта за долазак до куполе. Сјеверни и јужни хол имају крстионице, а трећина нивоа галерије је на сјеверној страни олтара.
Материјал за 16 великих стубова у хору увезен је из Италије 1939. Капители су од карарског мермера, а стубови од зеленог мермера, који су увезени из Бавена. Мотиве капитела дизајнирао је Александар Дероко, а највећим дјелом их је урадио Ђузепе Пино Граси прије Другог свјетског рата.
Главни иконостас је направљен од гвоздених решетки на које је планирано постављање плоче од карарског мермера. Цијела конструкција иконостаса широког око 20 m, тешка је око 100 тона, а иконостас је украшен мозаичким иконама. Радови на иконостасу почели су 20. августа 2020. године, а планирано је да се састоји од једног реда икона.
Велики централни лустер је главни кружни расвјетни уређај у храму; тежак је скоро седам тона и сматра се највећим на свијету. Планирано је да се излије у бронзи, а са пречником од 20 m, након изливања, процијењено је да ће бити тежак око 14 тона, чиме би постао највећи и најтежи лустер у неком хришћанском вјерском објекту на свијету. Аутор лустера је Николај Мухин, који је дизајнирао и мозаичку декорацију, која ће бити украшена дрвеним иконама. Лустер на 7,5 m изнад подног подрума у кружном простору испод куполе причвршћен је са 12 висећих ланаца за анкере у зидовима храма. Својом декорацијом стилизованим орнаментима, треба да подсјећа на српске лустере из средњег вијека, којима су српски краљеви били заштитници. Барем два која су наручили српски краљеви сачувани су током времена и налазе се у манастиру Високи Дечани на Косову и Метохији и Марковом манастиру, који је добио име по Марку Краљевићу, а налази се у селу Маркова Сушица, 18 km јужно од Скопља.

#### Мозаик

##### Политичка имплементација
Током посјете храму 2009. године, директор Руске академије умјетности — Зураб Церетели, истакао је да Руси желе да допринесу облагању мозаика, а као спонзор наведена је компанија Газпром нефть, подружница компаније Гаспром. Године 2011. док је био у државној посјети Србији — Владимир Путин је најавио да ће Русија донирати новац за мозаик. Прве процјене су показале да би било потребно 30 милиона евра да се сав ентеријер обложи мозаиком. Почетном донацијом од 4 милиона евра од компаније Газпром нефть, почели су радови на првој фази у куполи, а Гаспром је послао представника на састанке Руске академије.
Централни састанак о реализацији радова одржан је 13. новембра 2015. године у Београду, а присуствовали су му представници руске агенције за међународну сарадњу — Росотрудничество и директор агенције — Љубов Николајевна Глебова, именовани руски представник за уређење ентеријера, као и предјседник Србије и министар спољних послова. Током посјете храму 17. јануара 2019. године, Путин је најавио другу донацију, од преко 5 милиона евра.

##### Конкурс
На дан 29. априла 2011. Путин је указом савјетовао да се у Москви одржи државни конкурс за унутрашњу мозаичку декорацију храма Светог Саве. На дан 19. марта 2012. постигнут је државни споразум између министарстава спољних послова Русије и Србије, док је конкурс са 50 радова одржан у галерији Руске академије умјетности у Москви, 23. септембра 2014. На дан 5. октобра 2014. за најбољи је проглашен рад Николаја Александровича Мухина. Његов пројекат представљен је предсједнику Србије, министру спољних послова Србије — Ивици Дачићу и митрополиту црногорско-приморском — Амфилохију, као представнику Српске православне цркве. Мухин је изабрао класичне византијске златне мозаике из ере династије Палеолог из 12. вијека као своју инспирацију.

##### Аутори
Аутори мозаика су Николај Александрович Мухин, који је дизајнирао фреске у Саборном храму Христа Спаситеља у Москви, као и Јевгениј Николајевич Максимов, редитељ сликарског одсјека Руске академије умјетности у Москви. Аутори су дизајнирали макету куполе у размјери 1:10 у Руској академији умјетности, која је касније постављена у амбасади Русије у Београду. Мухин је први пут посјетио храм 1994. године у званичном друштву Патријарха московског Алексија , који је вршио службу са патријархом Павлом. Патријарх Алексије се вратио 1999. током бомбардовања Југославије, када је вршио литургију испред храма Светог Саве са патријархом Павлом, а којој је присуствовало око 100,000 људи. Мухин је касније радио у Србији на разним црквеним украсима од 2002; прије рада на храму Светог Саве, у Србији је радио на украшавању цркве Христа Спаситеља у Убу, која је морала да се гради изнова након земљотреса који је потресао слив Колубаре 1998. године. На украшавању је радио од 2003. године, када је био члан одбора културних савјетника Владимира Путина, кога је познавао од раних 2000-их.
Мухин је осликао 18 цркава широм свијета, од којих четири у Србији, а иако је руски сликар, изјавио је да се труди да слика буде блиска култури којој црква припада. Истакао је да му је 1994. године дошла прва идеја да украси храм Светог Саве. Како храм обухвата огроман простор, он је навео да је за њега златни украс једина могућност и да означава Преображење Христово. Његов главни задатак је, како је рекао, да унутрашњост цркве заблиста од својих златних површина, а он је као аутор у њој видио симбол преображења. Утисак о свјетлости као медијуму сакралне илустрације, појачан је и освјетљавањем појединих сцена по црквеном календару. Импулс у осветљењу се мијења из топлих у хладне тонове, у зависности од вјерског празника. Тесера, комадићи који се склапају у мозаик, направљена је у Москви, а за златне и сребрне тесере коришћено је чисто злато и сребро. И поред тога што је радио у храму Христа Спаситеља у Москви, Мухин је истакао да је рад на храму Светог Саве био другачијег обима, пошто су купола и величина сцена много веће, а умјетнички медији сложенији.

##### Структурна имплементација
Реализација мозаичких радова почела је 28. септембра 2016. посјетом Илариона Алфејева, директора црквеног Министарства иностраних послова у Московској Патријаршији и предсједника Руско-српске комисије при Руској академији, који је у новембру 2014. Добио Орден Светог Саве другог реда од Српске православне цркве. Одобрену макету представили су Зураб Церетели, Николај Мухин, Јевгениј Максимов и вд директора за подршку Унеска — Манана Попов. На дан 17. марта 2017. одржан је састанак мјешовите руско-српске комисије за израду мозаика, у московском атељеу гдје је мозаик настао, а на састанку је први пут приказан.
Зураб Церетели, као координатор умјетничких радова, захвалио се ауторима на првом сусрету. Сви мозаици су поручени у московском атељеу у оригиналној величини, затим исјечени и превезени у Београд. Првих десет тона мозаика стигло је у Београд 3. маја 2017. године. Са радном платформом на 43 m у цркви, мозаици су подизани посебно конструисаним лифтом.
Умјетници мозаика изабрани су из Московске школе за сликарство, вајарство и архитектуру у Москви и Института умјетности Репин при Империјалној академији умјетности у Санкт Петербургу.

##### Декорација
Централни мозаик у куполи представља Вазнесење Исусово и Васкрслог Христа, који сједи на дузи и благосиља уздигнутом десном руком, окружен са четири анђела, Апостолима и Богородицом. Ова композиција је инспирисана мозаицима у главној куполи Базилике Светог Марка у Венецији. Доњи дјелови су под утицајем Јеванђеља по Луки и првих наратива Дјела апостолских. Текстови које држе анђели писани су на црквенословенском језику и указују на пансловенско осјећање, док су имена приказаних лица писана на грчком и повезују храм са византијском традицијом. Укупна сликана површина куполе је 1,230 m².
Храм је једна од највећих закривљених површина украшених техником мозаика и налази се на шестом мјесту по величини на свијету од свих црквених објеката овако украшених, после Базилике Светог Петра у Ватикану, Саборне цркве Народног спаса у Букурешту, Базилике Националног храма Безгрешног зачећа у Вашингтону, Прабазилике Пресвете Богородице у Острогону и Берлинске катедрале. Мозаик је рађен више од годину дана у Русији, током 2016. и 2017. године, а затим је сјечен и специјалним камионима транспортован у Београд. Укупна тежина мозаика је 40 тона и постављен је на куполу од маја 2017. до фебруара 2018. године. Мозаик површине 3,289 m² постављен је на источном крилу, док бочна страна олтара заузима такође 3,289 m².
У септембру 2020. мозаик је завршен, а укупна површина по којој се простире је око 15,000 m².

##### Коришћени материјали
Материјал за тесеру произвела је компанија Smaltfactory у Москви. За златне мозаике, предузећа користе чисто злато. За укупно око 400 тона мозаика, највећи дио новац је издвојен за драгоцјене материјале, јер осим чистог злата, велики дио тесера у свом садржају има и чисто сребро. Садржај чистог племенитог метала спрјечава да се материјали мијењају временом. Високе температуре током процеса топљења у пећи не мијењају једино природну боју чистог злата. Високо рефлектујућа својства златне тесере и разлике у угловима гдје су постављени мозаици, стварају разлике у рефлексији, што је техника која се користи за замагљивање позадине и конструктивних елемената унутрашњости храма.

##### Душа Србије
Креативна лабораторија Гигарамa, уз подршку Гаспром њефта, реализовала је 2022. године пројекат виртуелне шетње  кроз мозаик Храма светог Саве. Стручњаци су израдили сферну панораму мозаика са  резолуцијом већом од 25 гигапиксела и сачињену од 600 фотографија, што омогућава 100 пута веће повећање било ког дела мозаика. Пројекат под називом „Душа Србије” требао би, према речима његових твораца, да помогне у бољем разумевању суштине мозаика и његове историје. Пројекат је реализован у сарадњи са  водећим стручњаком Руске академије уметности за православни иконопис, доктором историје уметности Ирином Бусевом-Давидовом. Пројекат „Душа Србије” уврштен је у ужи избор за награду за достигнућа у просветитељству Руског друштва „Знање”.

#### Скулптуре
На Капителима и вијенцима су разне скулптуре, на основу којих се препознаје којој култури или стилу сам стуб припада. Хералдички симболи династије Немањића су доминантан мотив. Флорални мотиви и антропоморфне фигуре инспирисани су богатом вајарском традицијом Моравског стила. Главни аутор камених орнамената унутрашње декорације у почетку је био Александар Дероко, чији су планови изведени на свим капителима на стубовима између припрате и наоса и олтарске апсиде. Извео их је вајар Пино Граси прије Другог свјетског рата. После забране радова у комунистичком периоду, декоративне радове је надгледао Драгомир Ацовић, а извео Небојша Савовић Нес. Коришћене су различити врсте бијелог мермера из Италије и Грчке, зеленог мермера из Италије, Јужне Америке и Индије, тамног и свијетло црвеног мермера из Италије и Индије, жутог и зеленкастог оникса, бијелог кречњака, црвеног и бијелог травертина и плавог лапис лазулила. Украсно камење покрива површину од 1,500 m².

### Плато
Асоцијација архитеката је истакла да је прекид градње током неколико деценија произвео бројне грешке, од којих је једна окружење храма које је остало недовршено и нефункционално. Изградња Народне библиотеке 1973. године, значајно је утицала на првобитно замишљен пројекат Дерока и Несторовића из 1926. године. Након Другог свјетског рата, расписана су три архитектонска конкурса за уређење платоа који окружује храм, а који је назван Светосавски плато. Истакао се дизајн Михајла Митровића и Марија Јобста, који је одбачен. Они су, спуштањем нивоа Булевара ослобођења, замислили широку пјешачку везу са Парком Милутина Миланковића преко булевара. Спуштање нивоа би омогућило и изградњу двије велике гараже, од којих би једну користили посјетиоци цркве. Трг испред храма би по ободу имао зелене површине, а укључивао би и Алеју српских великана, са споменицима свим значајнијим припадницима династије Немањић, док би дио преко булевара био адаптиран у зеленило и дјечји простор.

#### Пројекат 1990.
На четвртом конкурсу, расписаном 1989. године, пројекат архитеката Владимира Мацуре и Ђорђа Бобића прихваћен је 1990. године. Као и код свих других аспеката градње храма, и овај је био споран јер је јавно критикован и оспораван, а ишло се и на суд. Грађани су се организовали у групе и потписивали петиције против пројекта под слоганом „Нећемо Нови Београд на Врачару, хоћемо мали Монмартр око храма“. Бобић је изјавио да су често преиспитивати пројекат, али су се увијек враћали првобитној замисли. Изградња је почела 2003. године, а радове је отворио премијер Зоран Живковић, који је изјавио да ће парк да буде претворен у порту храма Светог Саве. Радови су одложени да би били готови до фебруара 2004. године, за прославу 200. годишњице Првог српског устанка. Плато покрива површину од око 40,000 m², од чега је 28,373 m² претворено у парк до 2010. године.
Бобић је изјавио да је на дизајн утицао парк Калемегдан на Београдској тврђави. Иако су га црква и политичари замишљали као црквено двориште, аутори су се опредијелили за јавни простор, зелени трг, па чак и парк. Градски трг је замишљен и као свјечано мјесто за важне догађаје, док би га грађани користили током цијеле године. Конципирани „зидови“ трга били су са једне стране Народна библиотека Србије, а са друге Парохијски дом Храма (дом свјештенства) и планирана зграда Патријаршије СПЦ. Народна библиотека и зграде Парохијског дома и Патријаршије су по условима урбанистичког пројекта у равнотежи, исте су висине, док је простор између слободан и формира Светосавски трг.
Зграду Народне библиотеке пројектовао је Иво Куртовић и завршена је 1973. године, док су Парохијски дом Храма, са фасадом од сјајног, бијелог мермера, пројектовали професор Универзитета у Београду, архитект Матеја Ненадовић и његови синови, архитекте Милош и Ђорђе, чији пројекат је претходно изабран на конкурсу 2003. године. Зграда Патријаршије није изграђена. Предвиђена диспозиција Парохијског дома Храма, унутар планиране зелене површине, у јавности је изазвала различита мишљења. Такође је сматрано да је волумен зграде Патријаршије, која је требало да буде три пута већа, проблематично рјешење. Стара црква Светог Саве остала је између новог Храма и Парохијског дома Храма, док је урбанистичким решењем прописан, кубични дизајн Парохијског дома изазвао подељене реакције.
Саобраћај око храма је преусмјерен, а све граничне улице су постале једносмјерне како би се омогућило кружење око храма. Стајалиште јавног превоза било је предвиђено у Скерлићевој улици, испод храма, али линија јавног превоза није успостављена. Иза библиотеке је направљен паркинг, али само за потребе библиотеке. Архитекте су одбациле идеју о великој гаражи, било изнад или испод земље, јер то тада пропис није дозвољавао, а и аутори су сматрали да због природе објекта људи ионако треба да иду пјешке. Предвиђене су мање подземне гараже, за Парохијски дом и зграду Патријаршије, али нису изграђене. Крушедолска улица, дуж које је планирана зграда Патријаршије, требало је да се прошири и постане „главна градска саобраћајница“, али се то није догодило, већ је авенија дуж улице пресјечена, позивајући се на план платоа. Саобраћајно рјешење је такође критиковано јер су поједини урбанисти изјавили да све улице иза храма треба да постану пјешачке зоне, са галеријама, кафићима, продавницама слаткиша, умјетничким трговима и сувенирницама.
Црквено двориште и јавни простор подијељени су симболичном „живом оградом“. У приземљу се налази фонтана од стакла и камена, која покрива 400 m² и користи се као пут када није у функцији, а украшена је свјетиљкама. Цијели трг служи за шетњу, чак и травнате површине, иако постоје уске пјешачке стазе од јабланичког мермера. Плато је потпуно раван, осим хумке са спомеником Карађорђу. У склопу нове нивелације терена, којом се остварује боља видљивост Храма, скоро 2 m земље је скинуто са платоа да би се он изравнао. План је подразумијевао садњу 400 стабала. Статуа Светог Саве, коју је поклонила Руска православна црква, постављена је на страну према улици која носи име Светог Саве. На платоу постоје и два дјечја игралишта.
Након што је план прихваћен, дозвољена је градња нових зграда на Врачару и Неимару са шест или седам спратова, иако је првобитно било дозвољено да се граде само зграде од три спрата. Урбани историчари су истакли да је тиме оштећено наслијеђено урбано ткиво Врачара и Неимара, јер је изградња високих зграда у уским, малим улицама уништила амбијент и дух насеља.

#### Пројекат 2020.
Временом, због неодржавања, плато је пропао. Бројне гранитне плоче, које су коришћене за поплочавање порте храма и стаза, су се распадале и испадале остављајући рупе. Током посјете предсједника Русије — Владимира Путина у јануару 2019. градске комуналне службе су поправљале плато, а умјесто да замијене плоче које недостају, радници су уклонили још неке од њих и направили закрпе, попуњавајући рупе асфалтним бетоном, што је изазвало бројне критике.
У јануару 2020. замјеник градоначелника Београда — Горан Весић, најавио је комплетно преуређење платоа и изградњу зграде Патријаршије. Пројекат су израдили архитекте Бранислав Митровић и Дејан Миљковић, а није га усвојио ни град ни било каква стручна комисија или жири, већ сама Српска православна црква. Предвиђено је проширење централне пјешачке стазе, а између библиотеке и нове зграде Патријаршије, предвиђено је да се засади вјештачка шума, која је дјелимично израсла из воде. Планирано је да постојећа фонтана буде уклоњена и да се постави нова, која неће да буде класична фонтана. Иако су градски званичници најавили да ће да буде више зелених површина, према званично представљеном архитектонском моделу, предвиђено је да буде више дрвећа, али свеукупно мање зелених површина. Прва, мања фаза на ободу платоа почела је у септембру 2020. године.
Дизајн је критиковало Удружење архитеката Србије, који су навели да би планирана „шума“ деградирала историјски, симболички и друштвени значај, свођењем простора на профани градски парк. Такође су истакли да су масовна окупљања организована на платоу, као што су погребне поворке патријарху Павлу и премијеру Зорану Ђинђићу, као и посјета предсједника Русије Владимира Путина, показала да је простор неадекватан такав какав јесте. Масивно здање Патријаршије, иако је планирано од почетка, такође се сматра проблематичним, јер се сматра превеликим и робусним за своју локацију. Удружење архитеката је истакло да ће зграда да огради Крушедолску улицу и станаре у њој, као и да омета поглед из уличних бројних кафића на парк, који има туристичку вриједност. Постоје иницијативе да се задржи квадратни облик садашњег платоа или да се чак и прошири, јер стручњаци сматрају да треба да функционише као проширена припрата храма на отвореном и да би требало да има мјеста за што већи број посјетилаца, јер је дизајн из 1990. био намијењен само локалним потребама становника, занемарујући духовни и вјерски карактер краја.
Било је више иницијатива за расписивање међународног или домаћег јавног конкурса за дизајн, умјесто тајног процеса којим је сама црква бирала дизајн јавног простора.

## Остали детаљи

### Споменик Светом Сави
Споменик Светом Сави је поклон руског вајара и академика Вјачеслава Михајловича Кликова и Фонда светог Андреја Првозваног из Русије. Без постоља је висок 5,20 m, с Кликов је и аутор нацрта трајног постоља. Статуа је смјештена у порти храма, окренута према Улици Светог Саве. По допремању у Београд, у јуну 2003. године, освјештан је на истом мјесту, а 23. септембра је споменик постављен на постамент. На постаменту споменика исписане су ријечи Светог Саве: сопственим радом све постиже.

### Параклесиони
Параклесион је мала црква или црквица, у којој се служи исто као и у великом храму, али не увијек, већ само кад је то потребно. Параклесиони у храму Светог Саве посвећени су светитељима значајним за град Београд, његову историју и духовност. Јужни параклесион посвећен је београдским мученицима Ермилу и Стратонику, а сјеверни деспоту Стефану Лазаревићу, за вријеме чије владавине је Београд постао пријестоница српске државе.
Параклесион деспота Стефана Лазаревића је, као и цијели храм, украшен мозаичким живописом, који садржи ликове светитеља и многобројне орнаменте. Међу композицијама се највише истичу „Проскомидија“ на источној и „Недремано око“ на западној страни параклесиона. Изнад улазних врата, са спољне стране, налази се и приказ Светог деспота Стефана.
Свети мученици Ермил и Стратоник страдали су око 314. или 315. године, у вријеме када је у источном дијелу Римског царства владао цар Лициније, а на Западу цар Константин Велики. У параклесиону се, поред многобројних ликова светитеља и декоративних орнамената, налазе мозаички прикази „Евхаристија“, односно „Причешће апостола“ на источној и велика композиција „Четрдесет мученика Севастијских“, на западној страни. Изнад јужних улазних врата приказани су Свети београдски мученици Ермил и Стратоник.

### Црква Светог цара Лазара
Испод пода храма, седам метара испод земље, изграђена је црква Светог цара Лазара, укупне површине око 1,800 m², са ризницом Светог Саве и криптом патријарха Српске православне цркве, у коју је планирано да се сахрањују патријарси. Осим богослужења, црква је планирана за многобројне културне манифестације.

## Критике
Архитектура храма је кроз неколико епоха критикована на више начина. О томе се посебно расправљало послије другог конкурса за изградњу храма 1926–27, када није додијељена прва награда, а такође и након што је патријарх Варнава 1930. прогласио Богдана Несторовића, добитника друге награде, као главног архитекту, који треба да усклади свој пројекат са пројектом Александра Дерока. Након одлуке о заједничком раду, тражило се да пројекат личи на изглед Аја Софије у Истанбулу, што није био услов током такмичења. Према смјерницама са конкурса, захтијевала се грађевина у српској традицији касног средњег вијека под влашћу кнеза Лазара, односно петокуполне цркве у моравском стилу. Несторовићев пројекат на конкурсу, заснован на најпризнатијем остварењу српске средњовјековне архитектуре, католикону манастира Грачанице, такође је заобишао смјернице конкурса. Већина од 22 учесника намјерно је изабрала Аја Софију као инспирацију. Неколико пројеката користило је модеран дизајн са експресионистичким карактеристикама. Тако је Аја Софија била одабрани архетип чак и током званичног такмичења. Већина српских критичара сматрала је ово неприкладним, јер није било у националној традицији. Универзални сакрални израз Аја Софије ипак је одговарао захтјевима хетерогене југословенске државе, која се састојала од много различитих вјера и националности.
Након што је почетком 1932. године покренута кампања критике у часопису Време, почела је да се одвија најважнија умјетничка дебата у бившој Југославији. То је довело до интервенције југословенског краља Александра I Карађорђевића, који је одобрио прерађене пројекте Несторовића и Дерока. Несторовићева промјена модела из „Грачанице” у „Аја Софију” приписује се новим захтјевима краља и свјештенства. Архитекте су морале да представе гипсани модел у размјери 1:100, који је изашао 6. и 7. јануара 1932. у часопису Политика. Касније те године представљен је и нови дизајн, који је био коначни модел.
Чак и након што је ово усвојено, дебата је настављена. Модерни ликовни критичари, анализирајући идеолошке околности дебате из 1930. године, њен изглед су означили незграпним, неинвентивним или репродукцијским.
Љубица Јелисавац Катић, историчар умјетности и ликовни критичар са Универзитета умјетности у Београду, истакла је да је критика првенствено заснована на идеолошким разликама између традиционалиста и модерниста. Тако је право архитектонско достигнуће храма остало маргинализовано у дебати. У умјетничким критичарским и архитектонским круговима није била ни тема, али није изостављено да је одлука да се слиједи традиционалистички програм пројектовања дјелимично штетила архитектонским тенденцијама у Србији у међуратном периоду.
Милица Ћеранић је бранила архитектонско остварење и стилску форму, а истакла је да је пропорционална и хармонична унутрашњост храма резултат кохезије у дизајну екстеријера и ентеријера. О међусобном складу спољашњости и унутрашњости храма, изјавила је: „да би то постигли, архитекте су користиле ригорозно централизовано уређење, које је посебно познато из раног хришћанства. Посебно су експонирани сферни и кубични елементи – куполе, спољашњи зидови, облици отвора, слојевитост фасадних површина, капители и стубови – уз одлично савладавање свих ових елемената, видљивих у њиховој запремини, даје се утисак за памћење.“
„Конкретно, кондензовани облици, једноставна и суптилна употреба декоративне скулптуре у комбинацији са монументалношћу грађевина стварају узвишену визуализацију њеног моћног архитектонског ткива, које упркос томе што је латентна херменеутика, прија и изазива интересовање.“— Милица Ћеранић, 2005.
Она је указала на чињеницу да највећи утисак оставља постепена пирамидална композиција структуре, која складно почиње од својих портала преко конхи и репрезентативно кулминира у куполи. Такође, изјавила је да је каскадни низ маса, који је уочљив на све четири стране крила, при чему су западна, јужна и сјеверна идентичне, најзанимљивији и оставља најјачи утисак на источном крилу, бочној страни олтара. Истакла је да је апсида полигонална, односно петоугаона, због чега се на њеној горњој површини види пет малих конхи, које одговарају на пет конхи на доњој страни источне фасаде, чиме се остварује синхронизован ефекат у развоју маса, које су повезане у софистициране таласасте структуре, које разбијају монолитне, квадратне форме крутих зидова.
„Данас се Свети Сава не може сматрати архитектонским промашајем или анахроним, слабим покушајем... Архитектонско дјело које импресионира монументалношћу, масивношћу, латентном херменеутиком, али и хармонијом маса и узвишеношћу постигнутом једноставношћу у обликовању сложених пирамидалних структура. Не може се назвати неуспјехом.“— Милица Ћеранић, 2005.
Италијански ликовни критичар и професор архитектонског дизајна на Универзитету у Милану, Пјер Паоло Тамбурели, похвалио је храм. Изјавио је да он посједује невјероватно чист и достојанствен ентеријер, док са својом великом куполом и са четири апсиде има јединствен и добро развијен, дубок и густ простор. Пошто се заснива на класичним примјерима, Тамбурели је истакао да он има сопствену жестину и њежност, која се изражава у осјетљивости на свјетлост.
„Љепота Светог Саве није ограничена на огромну масу бетона, огромну тежину несхватљиве и огромне материје; љепота цркве није планина од бетона, већ љепота која је сва архитектонска, сачињена од мјере, односа између различитих мјеста и деликатног поретка који ипак успијева да управља стварима... простор Светог Саве није узвишен, он је лијеп.“— Пјер Паоло Тамбурели, 2006.
Тамбурели је изјавио да се пита да ли би било могуће репродуковати теорију способну да поново присвоји ресурсе који су коришћени за изградњу храма Светог Саве и да ли би било могуће пронаћи све потребне технике пројектовања да се на њој изгради теорија конструкције, пошто је његов класични дизајн био положен у суптилним одливцима и нијансама бетонских плоча.
Многи пореде храм са Саграда Фамилијом због дуготрајне фазе изградње и културног и умјетничког значаја, а такође, у оба вјерска објекта су служене литургије током дуготрајне градње.

## Умјетност
Пошта Србије је 14. новембра 2019. приказала тлоцрт и Александра Дерока на марки поводом 125 година од његовог рођења.

## Галерија
- Унутрашњост храма
- Храм Светог Саве је једна од најзнаменитијих грађевина у Београду
- Кип Светог Саве, постављен између храма и улице - њему посвећених (лицем је окренут ка улици и Славији)
- Mозаик са ликом (по црквеном предању, нерукотвореним ликом-Вероникин убрус) Исуса Христа, изнад централних, великих, западних врата храма
- Mозаик са ликом Симеона мироточивог, изнад десних (гледано извана) западних врата храма
- Дио куполе изнутра
- Божићна литургија 7. јануара 2021.
- Поглед на централни дио храма из куполе
- Подкуполни простор са живописима Срба светитеља
- Подкуполни простор са живописима Срба светитеља
- Розета у храму
- Крипта Храма Светог Саве
- Крипта Храма Светог Саве
- Крипта Храма Светог Саве
- Гроб патријарха Иринеја у крипти храма
- Мозаик са ликом патријарха Иринеја, у чије је вријеме храм завршен
- Мала црква Светог Саве и храм Светог Саве
- Зграда парохијског дома храмова (великог и малог) Светог Саве
- Храм Светог Саве и споменик Карађорђу ноћу
- Ваздушни снимак ноћу